# Vincent Van Gogh
Vincent Willem van Gogh (pronunțat în neerlandeză [ˈvɪnsɛnt ˈʋɪləm vɑn ˈɣɔ], v. AFI, n. 30 martie 1853, Zundert, Brabantul de Nord, Țările de Jos – d. 29 iulie 1890, Auvers-sur-Oise, Île-de-France, Franța) a fost un pictor neerlandez post-impresionist ale cărui lucrări au avut o influență profundă asupra artei secolului al XIX-lea, prin culorile lor vii și impactul emoțional. În unele perioade ale vieții a suferit de tulburări mintale, care la vârsta de 37 ani l-au dus la sinucidere.
Van Gogh și-a petrecut copilăria la Haga, după care a plecat în Anglia. Acolo a vrut să devină pastor, la fel ca tatăl său, și, din 1879, a lucrat ca misionar într-o regiune minieră din Belgia. În acest timp a început să schițeze oameni din comunitatea locală și, în 1885, a pictat prima sa operă de succes, Mâncătorii de cartofi. Paleta lui de atunci conținea tonuri închise. În martie 1886 artistul s-a mutat la Paris și acolo i-a descoperit pe impresioniștii francezi. A ajuns la Arles unde a colaborat cu pictorul Paul Gauguin. Din cauza nebuniei van Gogh l-a atacat pe Gauguin cu briciul. Gauguin a reușit să fugă, iar van Gogh și-a tăiat în acces urechea. S-a internat la spitalul din Saint-Rémy-de-Provence. Pentru că nu era sigur de vindecare, Theo, fratele său, l-a trimis la doctorul Gachet în orașul Auvers-sur-Oise. La 27 iulie van Gogh ieșise din cameră să picteze pe câmp. Acolo s-a împușcat în umăr cu un pistol și a murit peste 2 zile.
Van Gogh a realizat peste 2.000 de opere de artă, în jur de 900 de picturi și 1.100 de desene și schițe . Astăzi multe dintre operele sale, inclusiv numeroasele lui portrete, peisaje și picturi cu floarea-soarelui, se numără printre cele mai cunoscute și cele mai scumpe din lume. Fiind puțin apreciat în timpul vieții, faima sa a crescut în anii de după moarte. Astăzi este considerat în general ca fiind unul dintre cei mai importanți pictori din istorie.

## Familia van Gogh
Pentru un arbore genealogic vedeți Rodovid - Vincent Willem van Gogh.

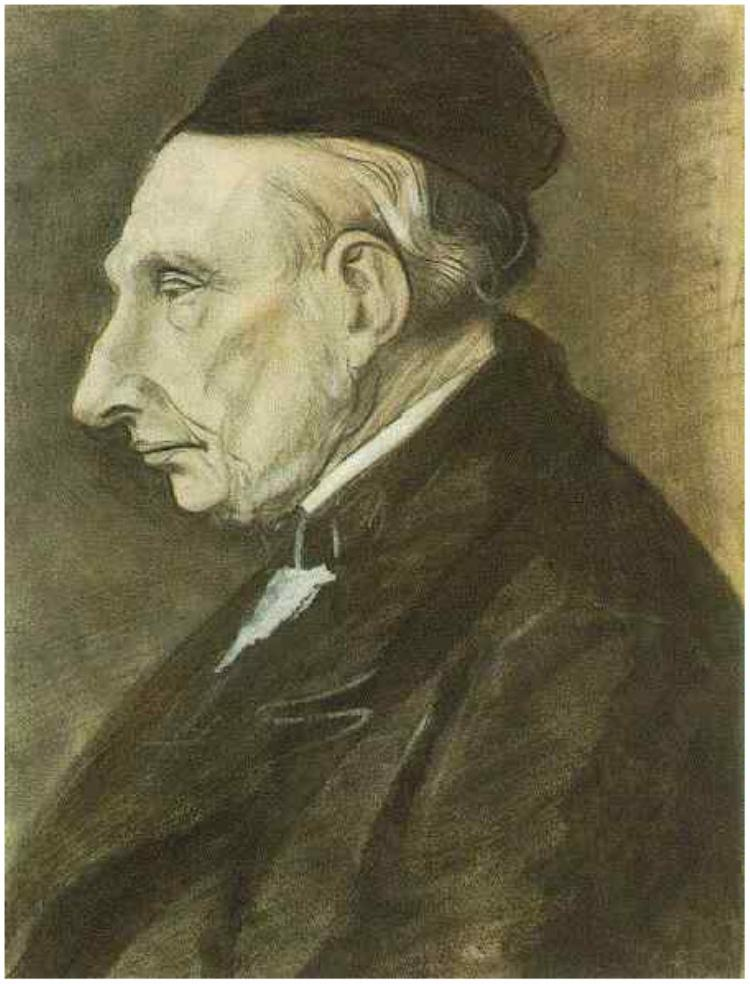
Portret realizat de Vincent van Gogh reprezentându-l pe bunicul său, care avea același nume (1881, Muzeul Van Gogh, Amsterdam)

Vincent van Gogh a venit pe lume într-o familie de pictori și negustori de artă, tatăl său fiind pastor protestant, iar mama sa având înclinații spre pictură în mod special.
Familia van Gogh avea rădăcini străvechi. Strămoșii lui Vincent se stabiliseră în Olanda încă din secolul al XVI-lea. Tradiția de a purta același nume în întreaga familie nu a fost ceva neobișnuit, deoarece pe bunicul lui îl chema tot Vincent și a fost absolvent al Universității de Teologie din Leiden în anul 1811. Bunicul său Vincent, a avut șase fii, dintre care trei au devenit negustori de artă, iată ca și de aici a moștenit talentul și pasiunea pentru artă. În introducerea la ediția Scrisorilor, Johanna van Gogh-Bonger, cumnata pictorului, i-a prezentat genealogia. Numele de familie amintește de Goch, un orășel situat în teritoriul german, la frontiera Limburg-ului, dar la numai câțiva kilometri de provincia Brabantul de Nord de unde era originar Vincent. Este posibil ca familia van Gogh (de Goch) ca și numele ei să se tragă de acolo. S-ar fi putut să fi făcut parte din nobilime, și motivele blazonului ei — o grindă împodobită cu trei trandafiri — dă de crezut că la început cei din familia van Gogh au fost constructori.

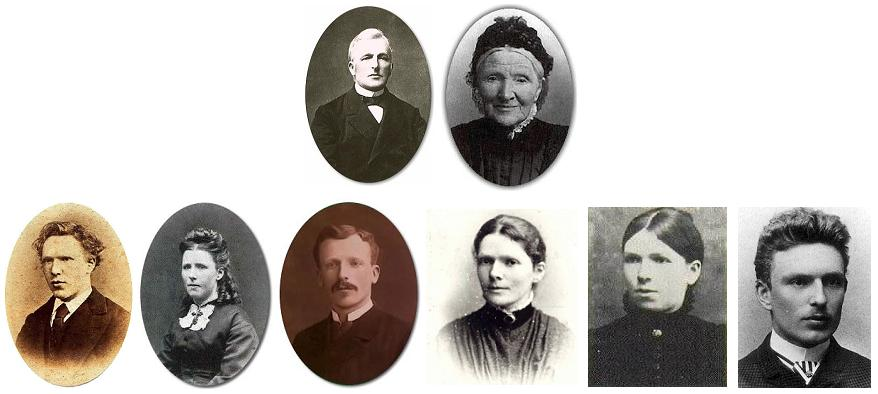
Familia lui Vincent van Gogh
Sus: tatăl, Theodorus van Gogh și mama, Anna Cornelia Carbentus
Jos-de la stânga la dreapta:Vincent van Gogh; Anna Cornelia; Theo van Gogh; Elisabheta Huberta; Wilhelmine Jacoba și Cornelis Vincent

Tatăl artistului, Theodorus, s-a născut la Benschop în 1822, iar mama, Anna Cornelia, s-a născut în 1819. Din căsătoria lor au rezultat 7 copii, din care primul a murit la puțin timp după naștere. După el s-au născut Vincent van Gogh, Anna Cornelia, Theo, Elisabheta Huberta, Wilhelmine Jacoba și Cornelis Vincent .

### Vincent și Theo
Pentru van Gogh, cea mai importantă persoană a fost fratele lui, Theo. Acesta l-a susținut pe artist din punct de vedere financiar, dar și emoțional. Legătura dintre ei a devenit mai strânsă în 1880, anul în care Vincent și-a început cariera artistică. Theo a murit într-o clinică din Utrecht la șase luni după artist, la 25 ianuarie 1891. Toate cheltuielile artistului legate de locuință, de mobilier, de îmbrăcăminte, de mâncare și băutură (din ce în ce mai multă, se pare), de culori și pânze pentru pictură, iar, mai târziu, când Vincent s-a îmbolnăvit de nervi, de tratamentele urmate în mai multe sanatorii – toate au fost suportate de Theo, care, între timp, aduna picturile și desenele trimise de fratele său și se străduia să i le vândă.

## Scrisorile

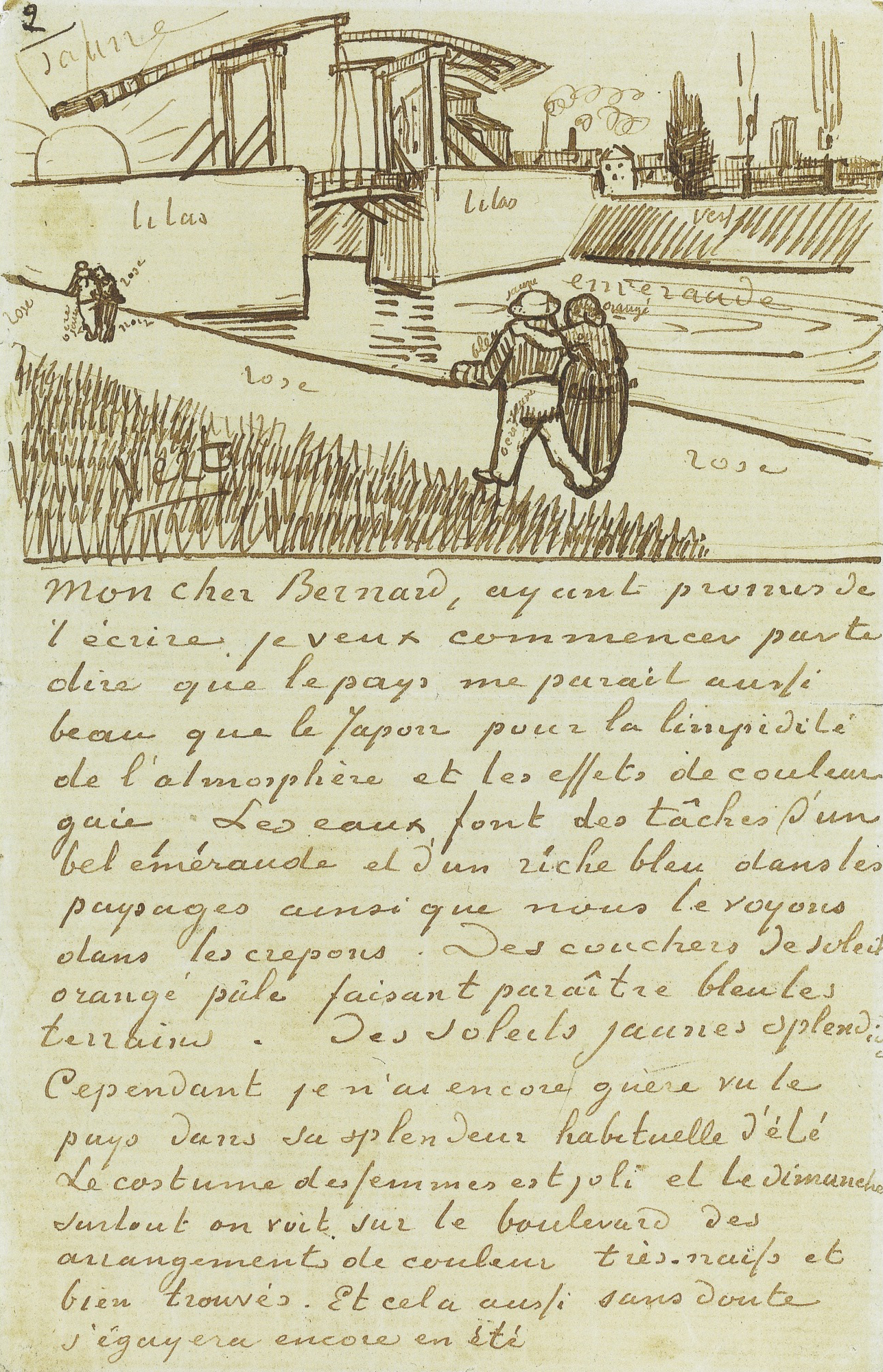
Pagină dintr-o scrisoare către pictorul Émile Bernard cu schița Podului Langlois, Arles, 1888

| “ | Dragă Theo, Cu prilejul aniversării tale, îți doresc din toată inima sănătate, o viață senină. Ți-aș fi trimis cu dragă inimă, pentru o zi ca asta, tabloul cu țăranii mâncători de cartofi, dar, deși se află pe calea cea bună, nu e complet gata. | ” |

Vincent van Gogh este recunoscut și faimos pentru cele aproape 900 de picturi pe care le-a realizat în cei zece ani ca artist, prea puțini am putea spune. Schițele sale și acuarelele au devenit și ele foarte cunoscute. Totuși, trebuie amintit că van Gogh a mai excelat și într-o altă sferă: schițele din scrisorile sale. De menționat faptul că artistul a folosit în scrisorile sale trei limbi: olandeza, engleza și franceza. Cele 652 de scrisori care constituie corespondența sa cu Theo au fost publicate de cumnata sa, Johanna van Gogh-Bonger, în trei volume (ultimul aproape în întregime în franceză). În plus față de scrisorile către Theo, se numără și cele către prieteni și alți membrii ai familiei: Van Rappard, Émile Bernard, sora lui Wil [Wilhelmine Jacoba], prietena Line Kruysse, părinții săi, Albert Aurier, John Russell și Gauguin. O bibliografie generală scrierilor lui van Gogh și a textelor care i-au fost consacrate în diverse țări, a fost publicată în 1942 la New York de Charles Matton Books: Vincent Van Gogh, a Bibliography Comprising a Catalogue of the Literature, Published from 1890 through 1940.

## Biografia

### Primii ani

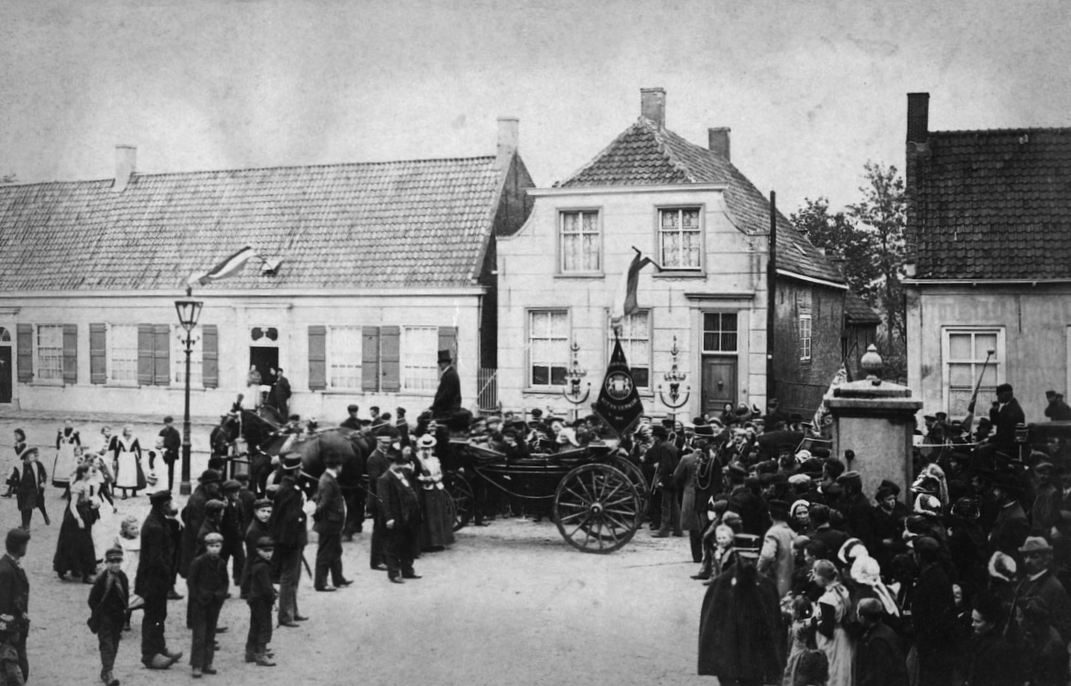
Casa natală a lui van Gogh din Groot Zundert

Pe 30 martie 1852, mama pictorului, Anna, a dat naștere la un copil căruia i-a pus numele Vincent-Willem. S-a născut mort și a fost înhumat în micul cimitir din Zundert, unde încă i se mai poate vedea mormântul. Pierderea primului copil i-a afectat profund pe pastor și pe soția sa. Dar exact peste un an, pe 30 martie 1853, s-a născut un alt fiu căruia i-a fost dat același prenume. Acest copil a urmat școala locală de cadre didactice și casa parohială pentru educație religioasă între 1861 și 1864. La vârsta de 12 ani a fost trimis la un mic internat particular din Zevenbergen, un oraș aflat la câteva mile de Zundert, iar la 13 la Institutul Tehnic din Tilburg. Investigațiile recente arată că van Gogh a început să deseneze încă de mic. 4 schițe din 1862 (pe atunci avea 9 ani) au fost conservate; 2 dintre ele reprezintă natura, celelalte sunt copii. Câteva cunoscut peisaje datează din 1863-1873, în ele marea putere de observație fiind evidentă.
În 1869, la vârsta de 16 ani, se va angaja până la urmă la galeria de artă Goupil din Haga, la unchiul Cent care era negustor de artă, unde se familiarizează cu lucrările artiștilor. În iunie 1873, artistul, fiind avansat în grad, este mutat la sucursala din Londra a firmei Goupil (locul său de la Haga fiind ocupat în noiembrie de către Theo, transferat la rândul său de la Bruxelles). Din august 1873, van Gogh va locui cu doamna Loyer și se va îndrăgosti de fiica acesteia Ursula, însă va afla că aceasta este logodită. În octombrie, în urma intervenției unchiului său, Cent, este trimis la Paris pentru a-l distrage. În decembrie se întoarce pe neașteptate la Londra și încearcă în zadar s-o vadă pe Ursula. În acest timp, pastorul Vincent van Gogh, bunicul lui Vincent, moare la Breda. În Paris trăiește în Montmartre cu un tânăr englez, funcționar la Goupil. Patronii săi, Boussod și Valadon, sunt din ce în ce mai nemulțumiți de el, și în urma unei discuții furtunoase pe care o are cu unul dintre ei, van Gogh își dă demisia pe 1 aprilie 1876.

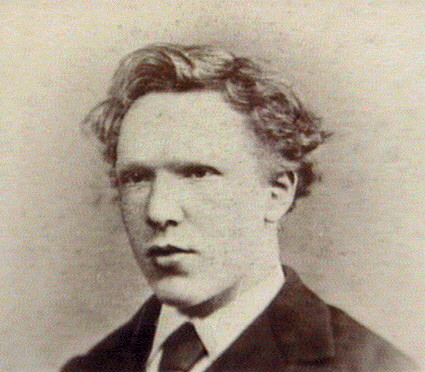
Van Gogh la aproximativ 18 ani

Tot în 1876 van Gogh s-a întors în Anglia, mai exact s-a dus în Ramsgate ca să predea într-o mică școală aflată pe Royal Road din Spencer Square. Când proprietarul școlii s-a mutat în Isleworth, Middlesex, van Gogh s-a dus cu el acolo, luând trenul până în Richmond și restul călătoriei mergând pe jos. Aranjamentul nu a mers așa cum ar fi trebuit așa că a plecat pentru a deveni asistentul unui ministru metodist, urmărindu-și dorința de a „predica Evanghelia pretutindeni”. De Crăciun, el s-a întors acasă și și-a găsit de lucru într-o librărie din Dordrecht pentru o durată de 6 luni de zile. N-a fost fericit în noua lui poziție și și-a petrecut cea mai mare parte a timpului mâzgălind sau traducând pasaje din Biblie în engleză, franceză și germană. Colegul său de cameră la acea vreme, un tânăr profesor numit Görlitz, a amintit faptul că van Gogh mânca frugal și prefera să nu consume carne.

În 1877 se duce la Amsterdam la unchiul său Johannes van Gogh pentru a studia teologia și sub supravegherea pastorului Johannes Stricker, un alt unchi de-al său, angajat de familia sa a început să studieze cu zel pentru examenele sale teologice de admitere la Universitatea din Leida. 

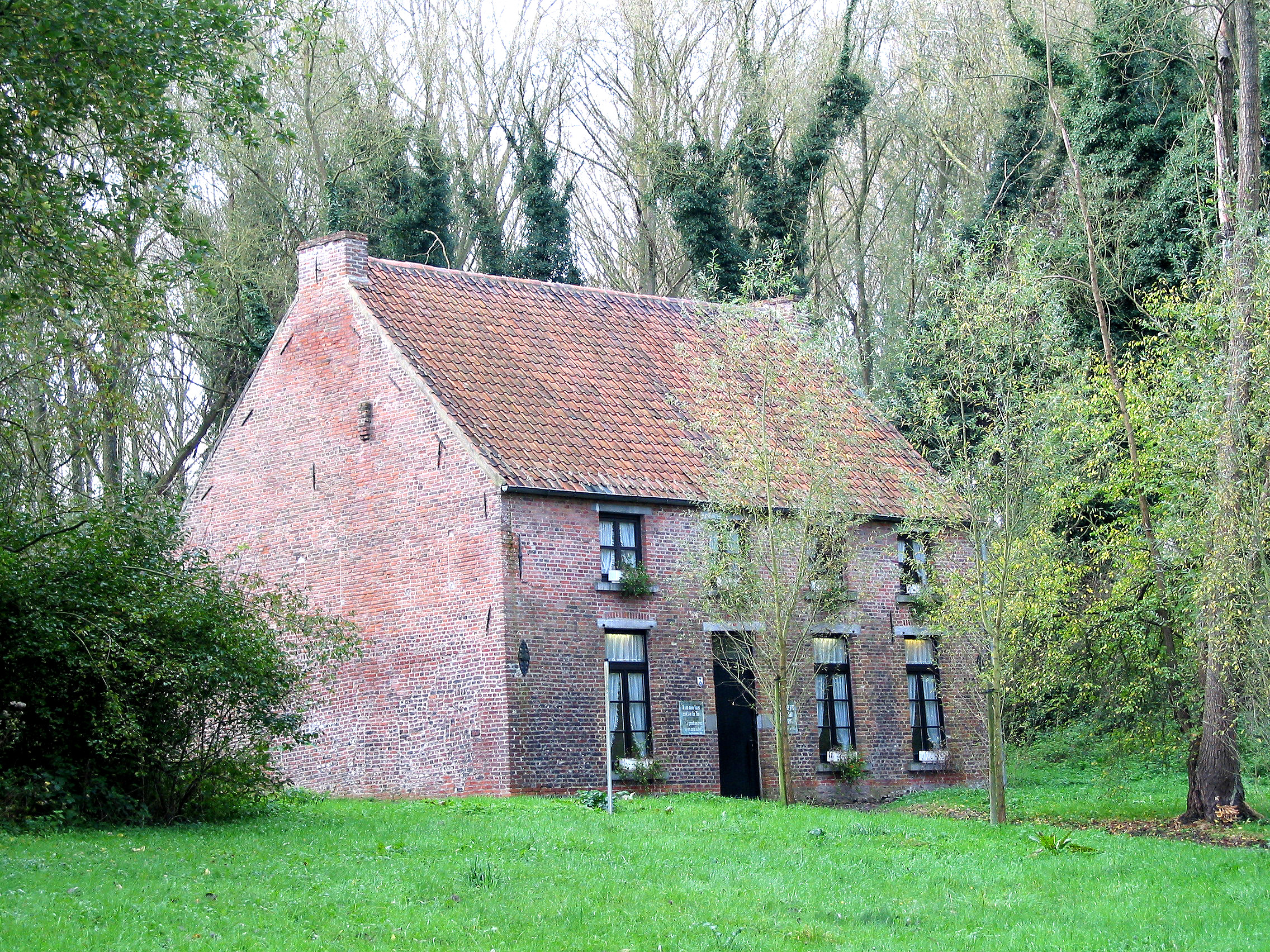
Casa din Cuesmes în care a locuit Van Gogh în anul 1880.

 Pică examenul, iar în iulie 1878 pleacă din casa lui Jan. Etapa următoare a fost un curs de trei luni la Bruxelles pentru obținerea unei calificări de predicator. Părinții nu aveau speranțe. Previziunea lor s-a adeverit și van Gogh nu a trecut examenul final al cursului.
Vincent se întoarce la Etten, în casa părintească. El se stabilește pentru o lună în Pâturages în regiunea minieră Borinage din Belgia, la granița cu Franța și trăiește la Nr. 39, Rue de l'Eglise. Vizitează oamenii bolnavi și organizează lecturi religioase de pe 26 decembrie 1878 până în ianuarie 1879, când obține, pentru șase luni, un post de predicator pentru minerii din Wasmes, Comitetul de Evanghelizare fiind surprins de activitatea sa, precum și de spiritul său de sacrificiu. Acolo trăiește la Nr. 221, Rue du Petit-Wasmes (acum Rue Wilson), în casa fermierului Jean-Baptiste Denis și predică la centrul protestant „Salon de Bebe” (257 Rue du Bois). Complet afectat de sărăcia din jurul lui, van Gogh dă tot ce are în posesie, inclusiv o mare parte din hainele sale, minerilor. Atitudinea este socotită de către șefii săi drept excesivă, așa că la sfârșitul perioadei de încercare, iulie 1879, e silit să-și dea demisia. Urmează o epocă foarte grea, când îl părăsește până și credința, și când, pentru prima oară, începe să deseneze cu un fel de înverșunare. În august, după ce este concediat merge la Bruxelles. De acolo s-a dus la preotul paroh Frank în Cuesmes în regiunea Borinage, unde va sta până pe 15 octombrie 1880.

### Bruxelles și Borinage (1878 – 1880)
Van Gogh s-a decis apoi să se mute în regiunea minieră Borinage . Acolo a susținut familii sărace cu ajutorul lecturilor din Biblie . Tatăl său a plătit pentru fiul său costul unei camere din casa din Rue Eglise, nr. 39, la Paturages . Van Gogh a compromis lucrurile și de această dată  . Interpretând exagerat textul evanghelic, a trăit în sărăcie . S-a mutat într-o colibă unde dormea pe podea și se hrănea cu apă și pâine . Tot ce avea a donat săracilor, iar pe cei bolnavi i-a îngrijit cu atenție .
Van Gogh și-a continuat cu și mai multă încăpățânare munca sa de predicator în Borinage . În 1880 corespondența dintre el și Theo a încetat până în luna iulie . Din cauza condițiilor a fost obligat totuși să renunțe la munca de predicator; au urmat apoi pregătirile pentru meseria de artist .

### Haga: întoarcerea (1882-1883)
În 1882, în viața sa apare Clasina Maria Hoornik, numită Sien, o prostituată mai în vârstă decât el, însărcinată și deja mamă a unei fetițe. Ea îi devine lui Vincent prietenă și model. Decide să se căsătorească cu ea. Odată cu nașterea copilului, dificultățile economice vor fi mai mari, iar singura sursa de venit pentru familie este alocația lui dată de fratele său. În 1883, greutățile devin insuportabile.  + Theo l-a convins pe Vincent să o părăsească pentru a se dedica în totalitate artei.
Petrece o perioadă de singurătate în nordul Olandei, iar în decembrie 1883, Vincent se întoarce din nou în casa părinților, care acum se află în nordul regiunii Brabante. Acolo creează sute de tablouri și desene, dă lecții de pictură, învață să cânte la pian și citește. În luna martie a anului 1885 moare tatăl său, iar în noiembrie pleacă la Anvers. În 1886 se înscrie la Școala de Arte Frumoase și se cufundă în studiu. Vincent nu trece de examene, iar cariera îi este compromisă. Decide că într-un singur oraș merită să trăiești și pornește către Paris.

### Paris (1886 – 1888 )

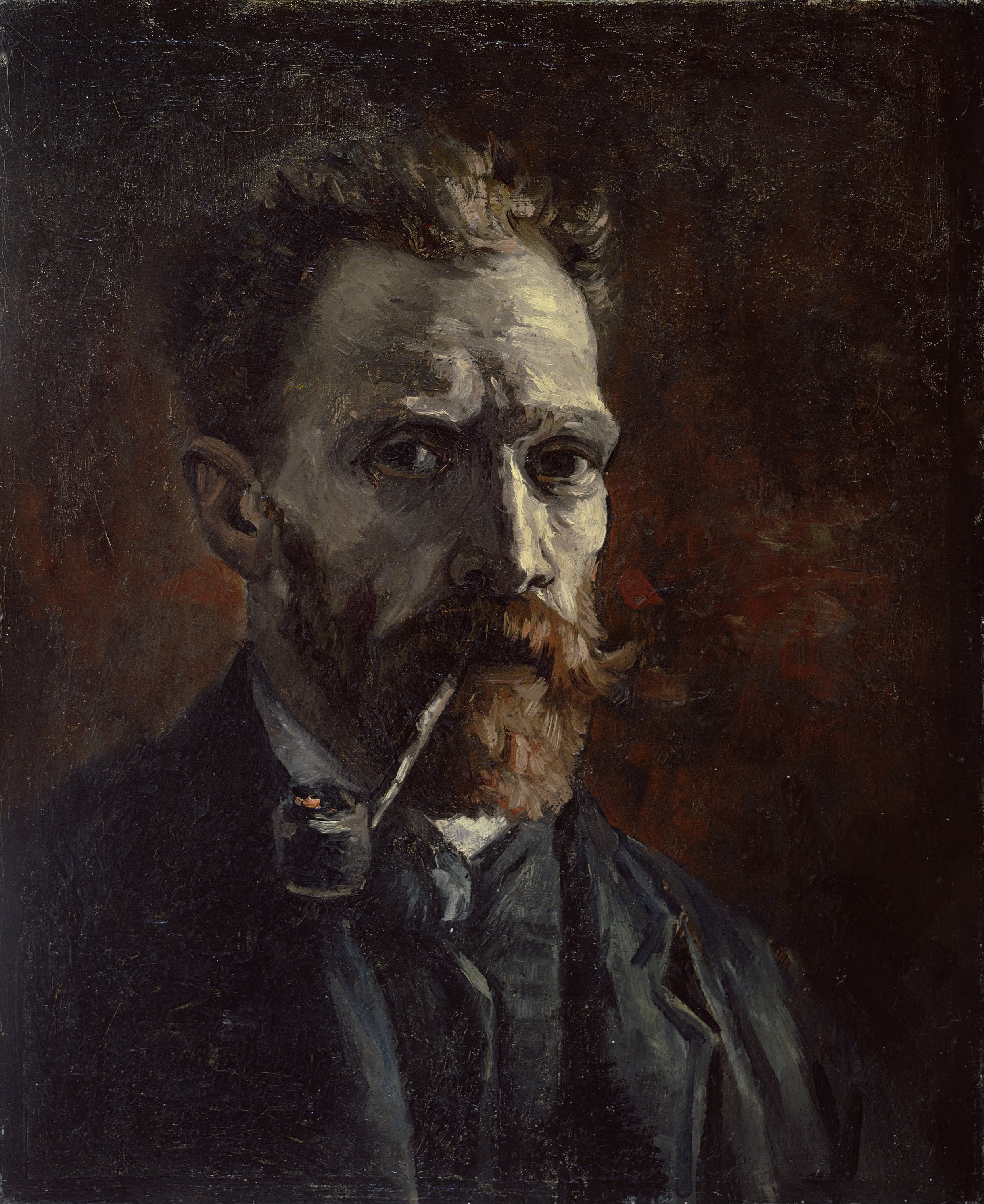
Autoportet pictat în 1886

Vincent vrea să-și facă un nume în lumea artei. Parisul era cel mai bun lucru pentru un artist. Atunci, orașul era metropola viitorului, locul în care a apărut fotografia și cinematografia, dar mai mult era leagănul impresionismului, mișcarea artistică care l-a influențat pe van Gogh.
Vincent ajunge la Paris pe 28 februarie 1886. Theo, care era directorul unei galerii de artă din capitala Franței, îl găzduiește în locuința sa, mai întâi pe strada Laval, lângă Place Pigalle, și apoi pe strada Lepic, în cartierul Montmartre. Cei doi încep o conviețuire care le aduce numai beneficii.
La începutul șederii, van Gogh lucrează în atelierul faimosului pictor academician, Fernand Cormon. În acest atelier întâlnește persoane cum ar fi Henri de Toulouse-Lautrec, Émile Bernard și Louis Anquetin. Datorită lui Theo, ii mai cunoaște pe Claude Monet, Camille Pissarro, Alfred Sisley, Pierre-Auguste Renoir și Paul Signac.

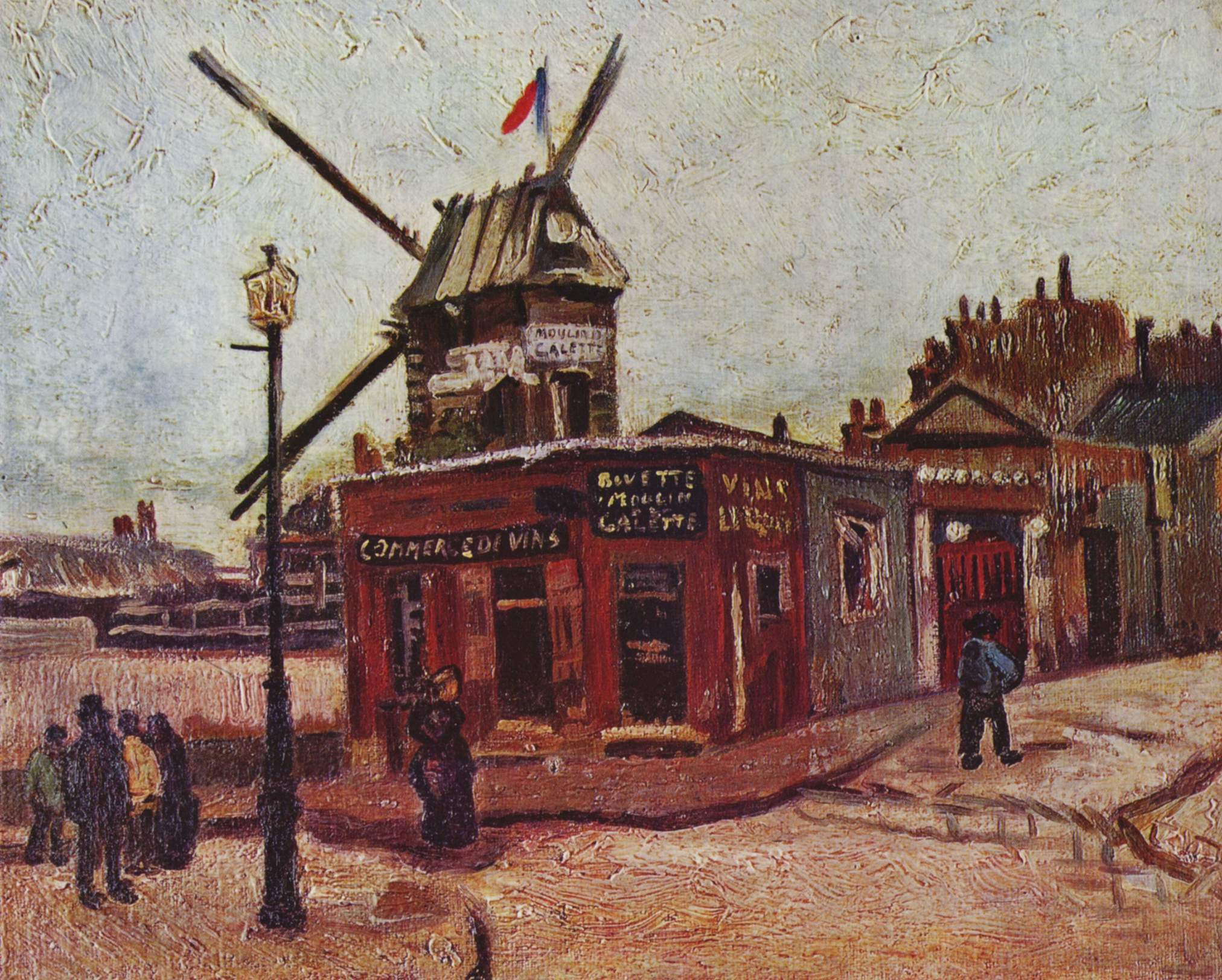
Moara de la Galette - pictat în 1886; Galeria Națională, Berlin

În doi ani, artistul a realizat 230 de tablouri. Vincent discută cu artiștii și frecventează aceleași locuri. Unele dintre acestea sunt Tambourin, un cabaret de pe Bulevardul Clichy și localul lui Tanguy, un magazin de materiale pentru pictură situat pe strada Clauzel. Împreună cu Bernard, Toulouse-Lautrec, Anquentin și Paul Gauguin formează grupul “Micului bulevard”. Ca urmare a acestui proiect, Gauguin va veni să locuiască cu Vincent la Arles.
În 1887, tensiunea dintre Theo și Vincent crește. „Odată este o persoană normală, dulce, iar apoi devine egoist și rece” declară Theo despre fratele său. Într-o scrisoare către Wilhelmine mai spune: „Viața alături de Vincent este insuportabilă. Nimeni nu poate să vină la mine acasă pentru că Vincent nu face decât să se certe cu toți”. La Paris pictorul a început să fumeze și să bea, lucruri ce i-au declanșat tulburări psihice. Orașul i se pare insuportabil așa că în februarie 1888 pleacă în Arles, orașul din Provence.

### Provence (1888 – 1889)

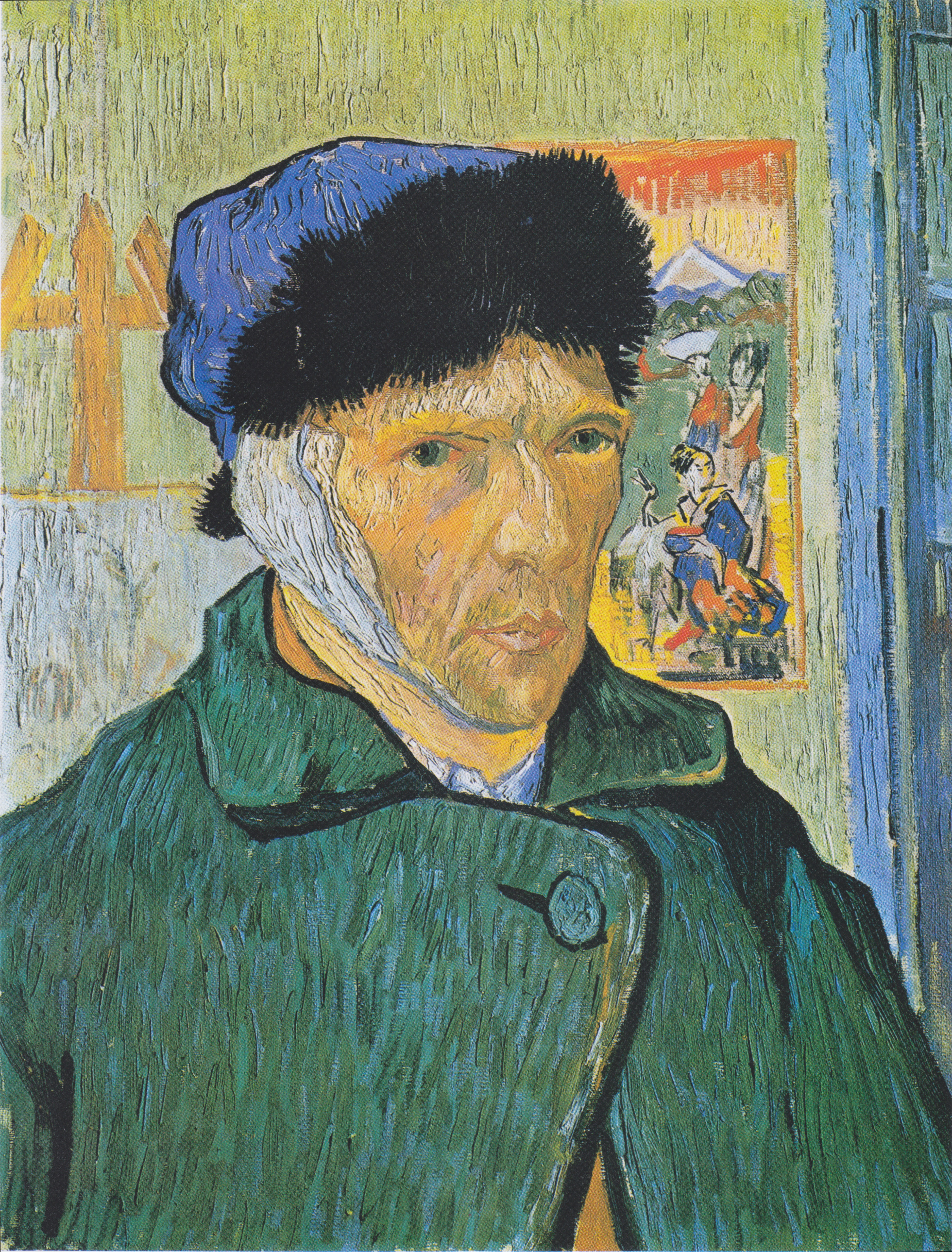
Autoportret cu urechea bandajată - pictat în luna ianuarie a anului 1889; Galeriile Institutului Courtauld, Londra

Van Gogh ajunge în Arles în plină iarnă și este susținut de fratele său cu 250 de franci lunar. Ajuns acolo, Vincent se cazează la Hotelul Carrel, situat pe strada Cavaleriei, la numărul 30, iar la începutul lunii mai închiriază pentru 15 franci pe lună patru camere într-o clădire din Piața Lamartine numărul 2; este vorba despre celebra „Casă galbenă”.
În 15 luni artistul pictează peste 200 de tablouri. În unele tablouri găsim culoarea mult iubită de van Gogh, galbenul. Paul Gauguin, care a fost oaspete al lui Vincent în anul 1888, vorbește despre dragostea lui van Gogh pentru galben. În Gauguin, artistul vedea prietenul ideal. Ei au început lucrările împreună, iar Paul a fost influențat de van Gogh. Dar în Ajunul Crăciunului, fără un motiv anume, Vincent ia un brici cu care vrea să-l rănească pe prietenul său. Paul fuge înspăimântat și petrece noaptea într-un hotel. Între timp, Vicent își taie lobul urechii și îl dă unei dame de companie pe nume Rachel.

Gauguin scrie despre ceea ce s-a întâmplat: 
„În ultima perioadă a șederii mele Vincent a devenit excesiv de nepoliticos și contradictoriu, apoi s-a liniștit. Într-una din seri, l-am surprins pe Vincent că se apropria de patul meu. Cum se explică faptul că mă trezisem în acel moment? A fost de-ajuns să-i spun pe un ton serios: «Ce se întâmplă, Vincent?» pentru ca el, fără să scoată un sunet, să se întoarcă în pat și să adoarmă profund. Îmi venise ideea de a-i face un portret în timp ce picta natura moartă pe care o îndrăgea atât de mult, floarea-soarelui. După ce am terminat portretul, mi-a spus: «Sunt chiar eu, sunt eu, cel care a devenit nebun». În aceeași seară am mers la cafenea. A luat un absint ușor. Dintr-o dată, mi-a aruncat paharul și conținutul în față. Am evitat lovitura și, luându-l de braț, am ieșit din cafenea, am traversat Piața Victor Hugo și, în câteva minute, Vincent era în patul său, unde a adormit în câteva secunde și nu s-a mai trezit. Când s-a trezit, mi-a spus foarte calm: «Dragul meu Gauguin, am sentimentul vag că te-am jignit aseară». «Te iert din toată inima, dar scena de ieri s-ar putea repeta și, dacă m-ai lovi din nou, nu m-aș mai stăpâni și te-aș strânge de gât. Permite-mi, așadar, să-i scriu fratelui tău pentru a-l anunța cu privire la revenirea mea». Ce zi, Dumnezeule! Seara, după cină, am simțit nevoia să ies singur, să iau o gură de aer și să simt parfumul dafinilor înfloriți. Am traversat aproape în întregime Piața Victor  Hugo când am simțit în spatele meu pași scurți și grăbiți. M-am întors tocmai în momentul în care Vincent se năpustea asupra mea cu un briceag în mână. Cred că privirea mea în acel moment a fost destul de înfricoșătoare, pentru că el s-a oprit și lăsând privirea în jos, a luat-o la fugă până acasă [...] După o vreme, am mers la un hotel din Arles unde, după ce am întrebat cât este ceasul, am luat o cameră și m-am dus la culcare. Eram foarte agitat și am adormit spre dimineață. M-am trezit destul de târziu, în jurul orei șapte și jumătate. Odată ajuns în piață, am văzut mulțimea. În apropierea casei noastre erau jandarmi și un domn mic de statură, care era comisar de poliție. Iată ce se întâmplase. Van Gogh s-a întors acasă și și-a tăiat urechea complet. A trecut mult timp ca să oprească hemoragia, din moment ce pe lespezi erau aruncate haine îmbibate de sânge, în ambele camere de la parter. Cele două camere și scara dinspre dormitor erau murdare de sânge. Când am vrut să ies, cu o beretă bine potrivită pe cap, am mers glonț într-una din acele case în care se găsea dama de companie care păzea urechea lui Vincent împachetată. «Iată - spuse ea - o amintire», apoi a fugit și a intrat din nou în casă, s-a așezat în pat și a adormit. Se îngrijise însă să închidă ușile și să pună pe masa de lângă fereastră o lumânare aprinsă””
 Aceasta este povestea spusă de Gauguin, la câțiva ani după ce a avut loc întâmplarea. Se spune că nu Vincent și-ar fi tăiat urechea, ci că a fost un accident. Pentru o eventuală anchetă, poliția a păstrat lobul urechii lui van Gogh într-un vas cu alcool.
După ce-și taie urechea, Vincent este internat la spitalul din Arles. Acolo vine și fratele său, Theo, anunțat de Gauguin care s-a întors la Paris. Vincent se pune pe picioare, dar crizele care urmează îl obligă să se întoarcă la spital. În martie 1889, 30 de cetățeni din Arles semnează o petiție prin care cer ca artistul să părăsească orașul, iar Casa galbenă este închisă din ordinul poliției. Van Gogh decide să facă tot posibilul pentru a se vindeca, iar la 8 mai 1889, se internează din proprie inițiativă la spitalul de psihiatrie din Saint-Paul-de-Mausole, lângă Saint-Rémy-de-Provence.

### Saint-Rémy (1889)

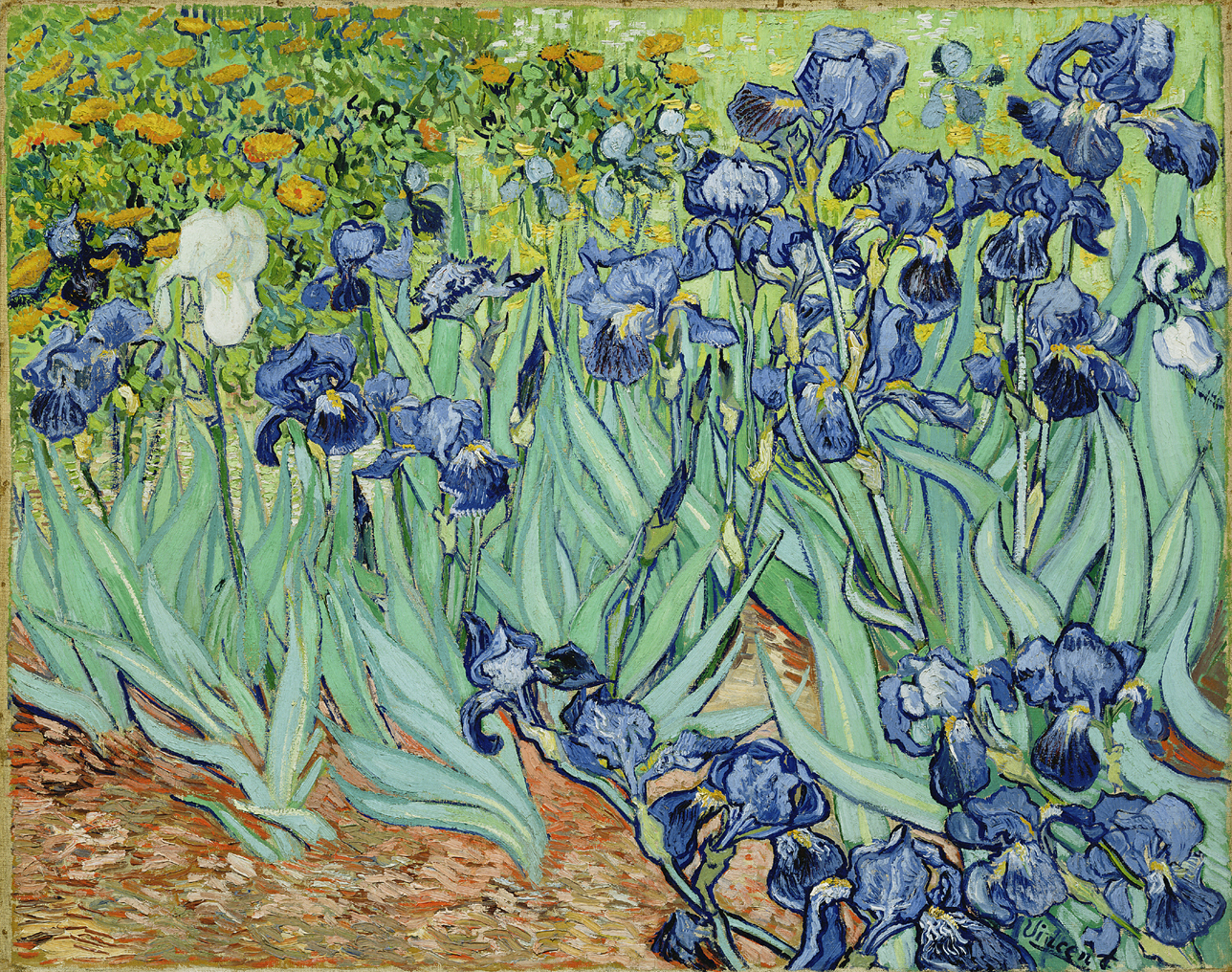
Iriși - 1889; Muzeul J. Paul Getty din Los Angeles; ulei pe pânză; 71 × 93 cm

La sfârșitul lui 1888, obosit și incapabil să lucreze, Vincent s-a internat din nou, de această dată într-un sanatoriu din Saint-Rémy-de-Provence. începea cea mai prolifică perioadă din cariera artistului, când lucrează aproape un tablou pe zi, desenează foarte mult, își corectează „greșelile” și amănuntele de care nu era mulțumit, își dorește să revină și să devină, în sfârșit, un pictor de succes. Aici, sub îndrumarea medicului Peyron, Vincent se bucură de libertate și continuă să picteze însoțit de un supraveghetor. Artistul trăiește momente extreme chiar și aici. La sfârșitul anului 1889, în timpul unei crize înghite culori. Crizele devin din ce în ce mai frecvente, grave și lungi. Între perioadele de suferință va picta un mare număr de lucrări și schițe, ce exprimau chinurile sale în forme zvârcolinde, expresioniste. Din această perioadă datează și celebrii Iriși, vânduți la Sotheby, New York, în 1897 și Noapte înstelată. Cu ajutorul fratelui său Theo, Vincent participă la Salonul Artiștilor Independenți din Paris și expune lucrări la diferite expoziții.
O criză îl doboară din nou; nu va rămâne la Saint-Remy. El se teme că nebunia ar putea să îi distrugă capacitatea de a picta și pleacă la un doctor cu experiență, cunoscutul doctor Gachet.

### Auvers-sur-Oise și moartea (1890)

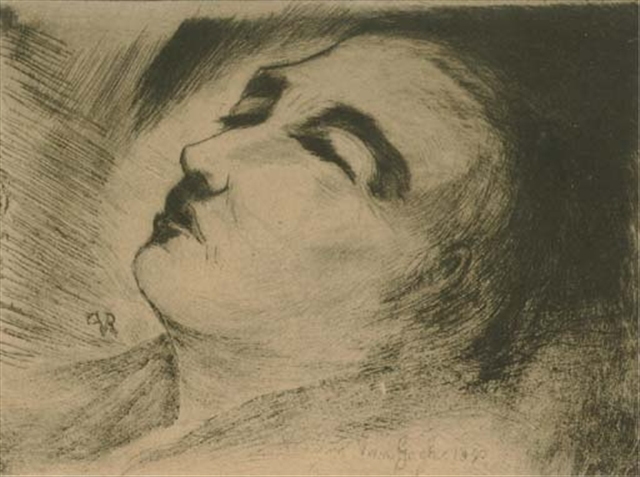
Lucrare realizată de fiul doctorului Gachet - Paul Louis (care se semna Louis van Ryssel) - reprezentându-l pe Vincent van Gogh pe patul de moarte; 1890 (12.4 x 16.4 cm)

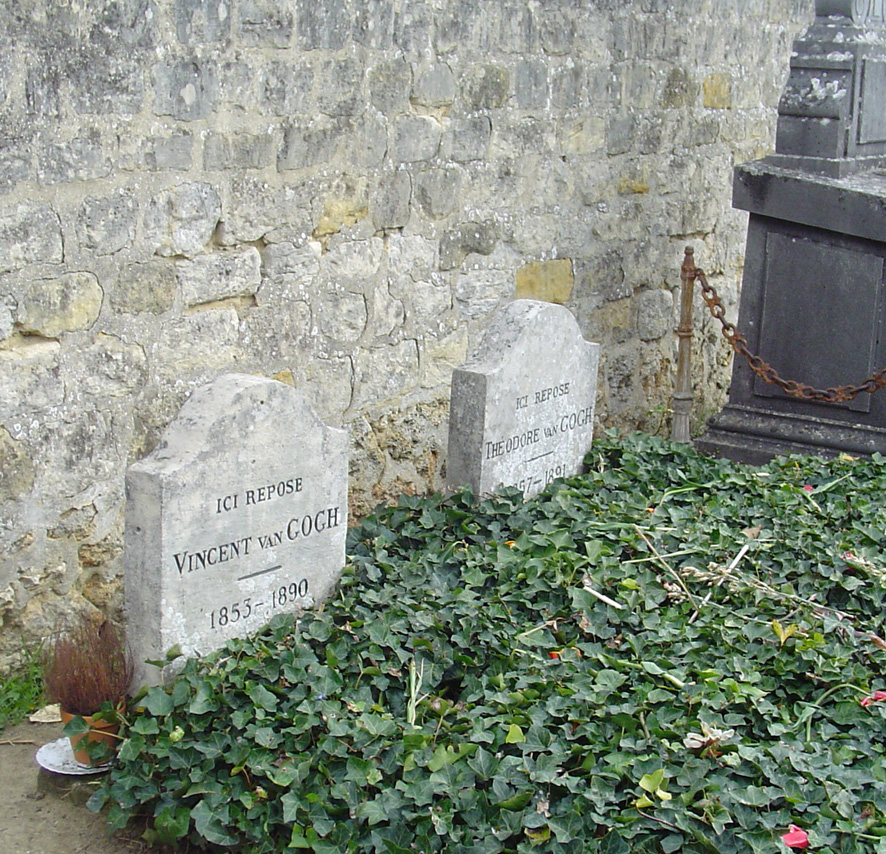
Vincent și Theo înmormântați împreună la Auvers-sur-Oise. Pe piatra funerară a lui Vincent scrie Ici Repose Vincent van Gogh (1853–1890) (ro: Aici se odihnește Vincent van Gogh (1853-1890)), iar pe cea a lui Theo Ici Repose Theodore van Gogh (1857–1891) (ro: Aici se odihnește Theodore van Gogh (1857-1891))

În mai 1890, Vincent îl vizitează pe Theo și familia sa, după care este transferat la Auvers-sur-Oise - un mic sat de lângă râul Oise situat la aproximativ 30 km de Paris -, la doctorul Gachet. Pe 20 mai ajunge și Se stabilește prima dată la Hotelul Saint-Aubin, apoi la cafeaua-pensiune a soților Ravoux. A reușit să picteze peste 70 de tablouri în mai puțin de 2 luni. Medicul devine prietenul pacientului său și-l invită la casa lui în fiecare duminică. Se zvonește însă că Vincent ar fi avut o legătură amoroasă cu fiica doctorului, lucru datorit căruia i-a fost interzis să calce pragul casei doctorului.
Pe 27 iulie 1890, Vincent iese pe câmp să picteze. Soții Ravoux mărturisesc că la întoarcere artistul s-a împușcat în piept cu un pistol. Doctorul Gachet îl informează imediat pe Theo. Theo ajunge imediat la fratele său și îi este alături atunci când moare în noaptea de 29 iulie 1890, marți, la ora unu noaptea. Vincent a luat pistolul din Pointoise ori l-a împrumutat de la un fermier pentru a speria ciorile. Funeraliile lui van Gogh au avut loc pe 30 iulie. Sicriul său și întreaga cameră în care au avut loc funeraliile au fost împodobite cu floarea soarelui [aceasta fiind floarea lui preferată].
Biografii Steven Naifeh și Gregory Whit Smith susțin însă că van Gogh nu s-a sinucis. Potrivit celor doi scriitori este mult mai probabil ca artistul să fi fost împușcat din greșeală de doi băieți, decât ca pictorul să fi ieșit pe câmp pentru a picta, după care să se împuște în piept, relatează BBC. „Conform oamenilor care-l cunoșteau, Vincent van Gogh a fost omorât accidental de doi băieți, însă acesta a vrut să-i protejeze, susținând că vina este doar a lui”, a declarat Naifeh. Mai mult, în urma cercetărilor a reieșit faptul că unghiul glontelui era unul oblic, și nu drept cum ar fi trebuit să fie dacă artistul s-ar fi sinucis.
Dintre toate picturile lui van Gogh, Lan de grâu cu corbi a fost, probabil, subiectul celor mai multe speculații. Mulți cred că este ultima lui lucrare, considerând cerul învolburat plin de ciori și poteca întreruptă ca prevestiri ale morții apropiate.

## Bolile

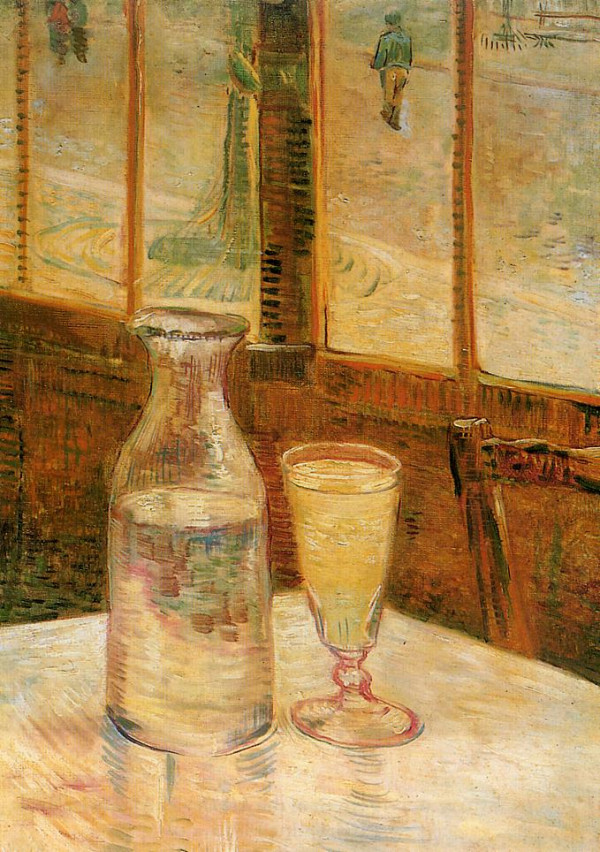
Natură moartă cu absint realizată de van Gogh în 1887 și păstrată la Muzeul Van Gogh

Despre van Gogh s-a spus că a suferit de multe boli, în special de afecțiuni psihiatrice și că acestea și-au pus amprenta asupra comportamentului și picturii artistului. Ceea ce se știe acum este faptul că pictorul olandez s-a îmbolnăvit de sifilis în 1882. La acutizarea bolii, netratată complet, se adăugau crizele de epilepsie, precum și depresiile cauzate de mai multe deziluzii sentimentale. Când era întrebat, acesta își descria crizele ca pe sentimente de furie apărute din senin, halucinații, confuzie și teamă, pierderi de memorie. Adeseori i se prescria bromura de sodiu ca și remediu anticonvulsiv pentru epilepsie. Unii au speculat că nebunia tot mai mare a lui van Gogh ar fi putut fi cauzată de inhalarea sau înghițirea unor produse chimice din vopselele sale, de dependența de absint, sau ca urmare a bolilor cu transmitere sexuală luate de la prostituate. Cauza externă care ar fi declanșat crizele epileptice este cel mai probabil abuzul de absint, întrucât Vincent îl consuma în cantități mari, până a devenit dependent. Pe lângă aceste boli, care l-au măcinat fizic și psihic, se pare că van Gogh avea glaucom. Medicul F. W. Maire argumenta că numai pe pânzele realizate de artist după 1888 se disting umbre colorate, irizații sau halouri în jurul surselor de lumină. Bolnavii de glaucom văd în jurul unei surse luminoase o margine cu mai multe culori, asemănătoare curcubeului. Se știe că van Gogh s-a certat cu Paul Gauguin, amicul său, cu care de fapt locuia. Și se mai știe că l-a amenințat cu briciul pe care la scurt timp îl va folosi însuși van Gogh să-și taie urechea. Ca și cauze pentru tăierea urechii au mai fost alese și sindromul lui Ménière - care provoacă zgomote incomode în interiorul urechii - și prezența unor factori ca intoxicația cu Digitalis.
Medicii și criticii de artă îl considerau nebun. În special pânzele pictate la Auvers spre sfârșitul vieții erau considerate de critici ca „opera nebună”. Dintre aceste lucrări, pânza ce redă biserica din Auvers este cea mai „nebună”. Pictorii au fost uimiți de violența culorilor, de confruntarea dintre roșu și albastru. Clădirea răsare din spatele unei coline ca un cutremur, zidurile se zguduie, acoperișurile se mișcă. Medicii pun această imagine stranie pe seama schizofreniei.
Poate pentru a-l înțelege pe Vincent ar trebui spus și că fratele său Theo a murit de sifilis paralizant (în 1891), sora sa, Willemina van Gogh, a murit de demență (1941), fiind internată aproape patruzeci de ani într-un azil psihiatric, iar fratele Cor [Cornelis Vincent] s-a sinucis în 1900. Unul dintre strănepoții lui Vincent, Theodorus (regizor de film), a murit asasinat de un terorist marocan (în 2004), fiind un critic al islamului. Jan Peter Balkenende a rostit pe 2 noiembrie 2005 un discurs la Amsterdam, unde mai multe sute de persoane au luat parte la comemorarea morții regizorului Theo van Gogh. Fiul acestuia, Lieuwe, născut în 1992, este ultimul descendent al familiei van Gogh.

## Opera

### Galerie[121]

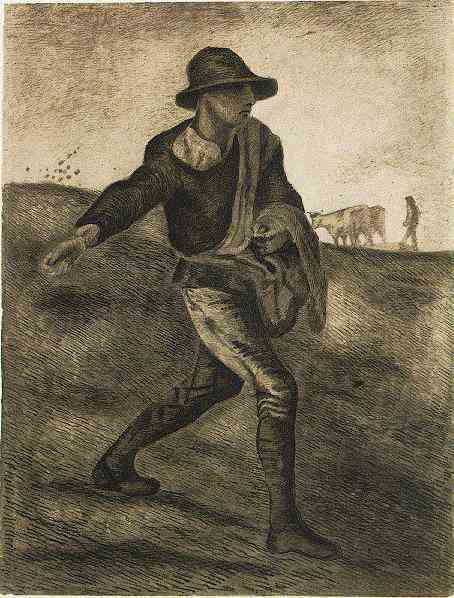
Semănătorul (inspirat dintr-o operă a lui Millet) - 1881; Muzeul Van Gogh, Amsterdam; creion, cerneală și pictură pe hârtie velină; 48 × 36,8 cm
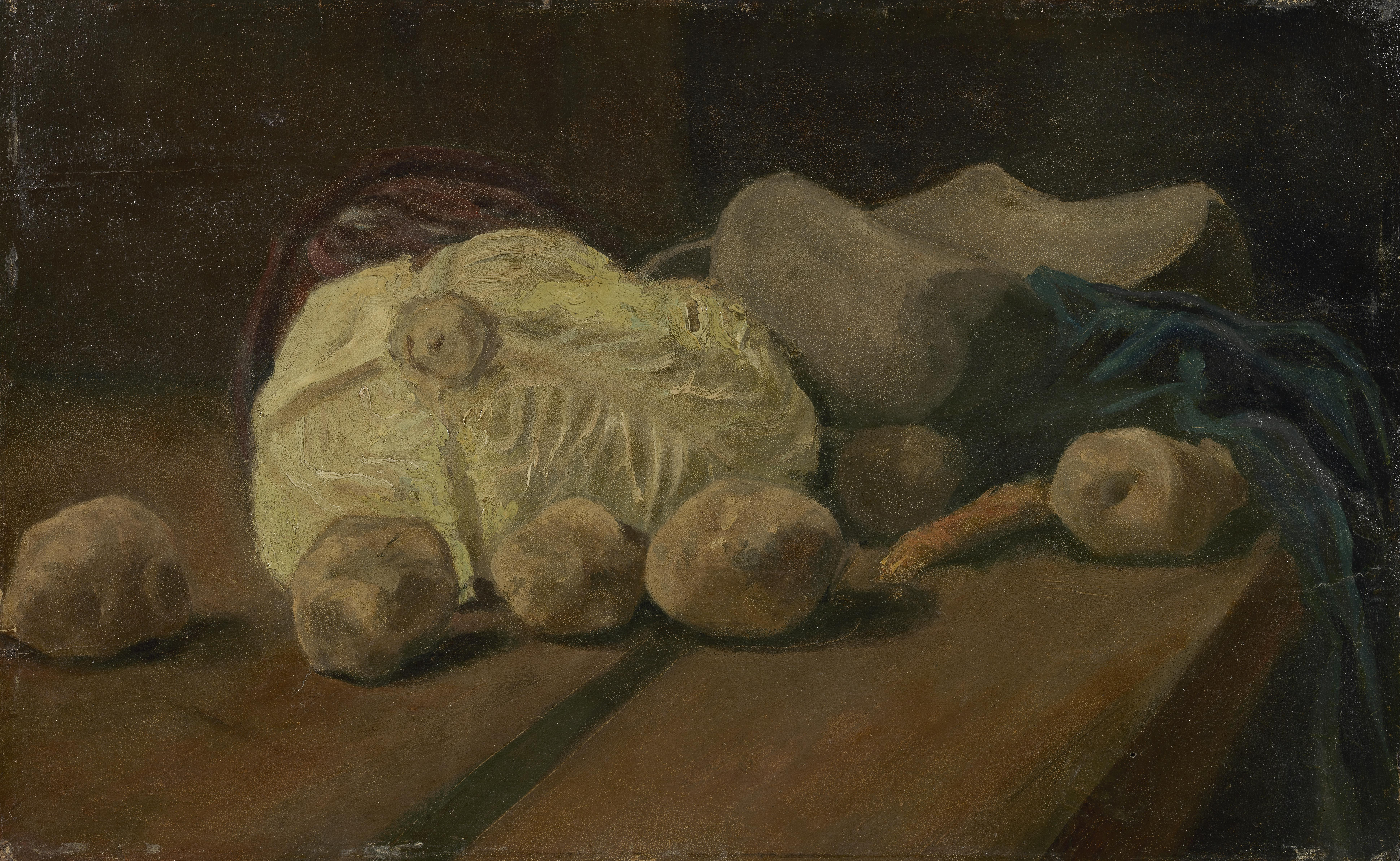
Natură moartă cu varză și saboți de lemn - 1881; Muzeul Van Gogh; ulei pe hârtie aplicată pe panou; 34 × 55 cm
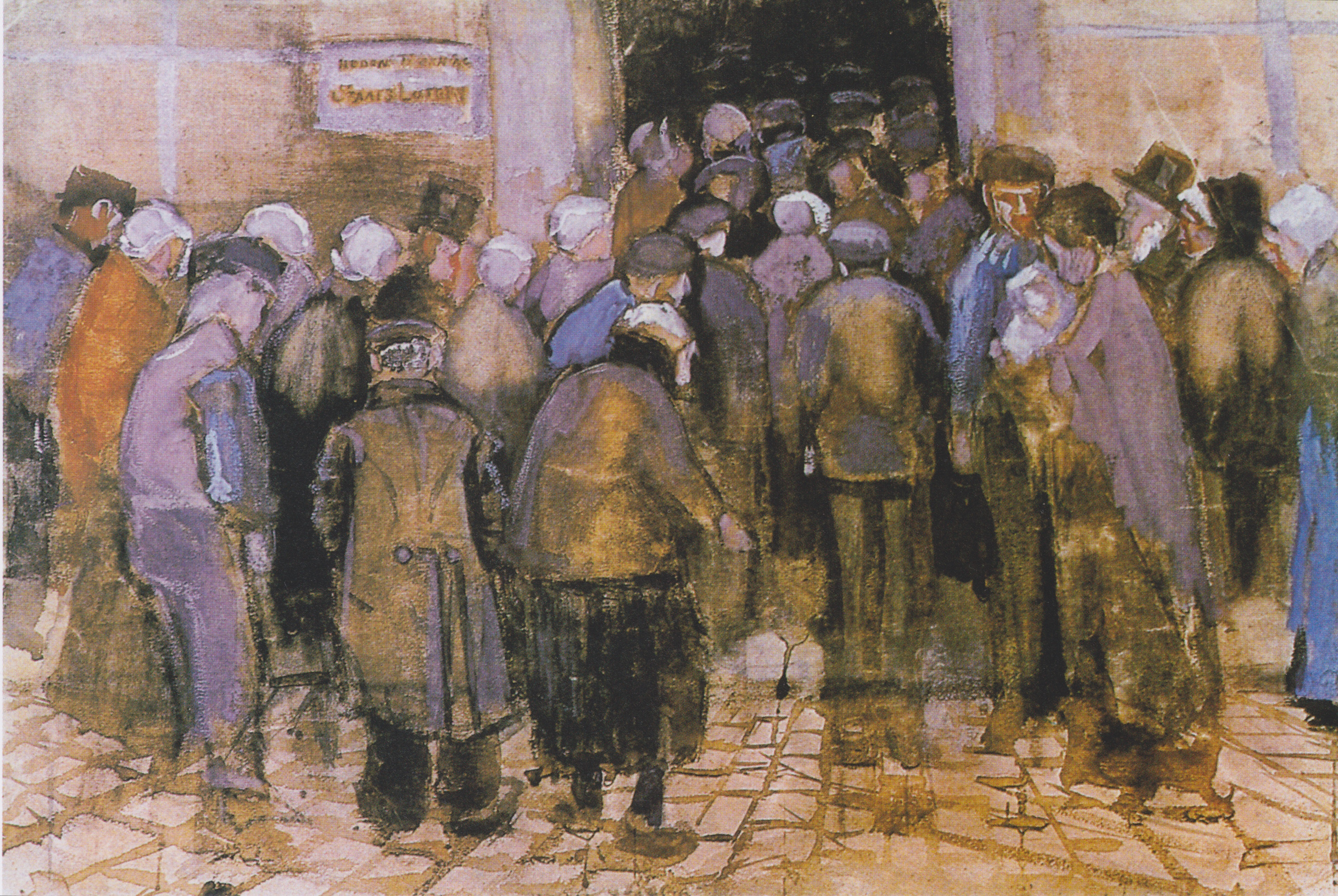
Loteria de stat - 1882; Muzeul Van Gogh; cretă neagră, creion, acuarelă și cerneală pe hârtie velină; 38 × 57 cm
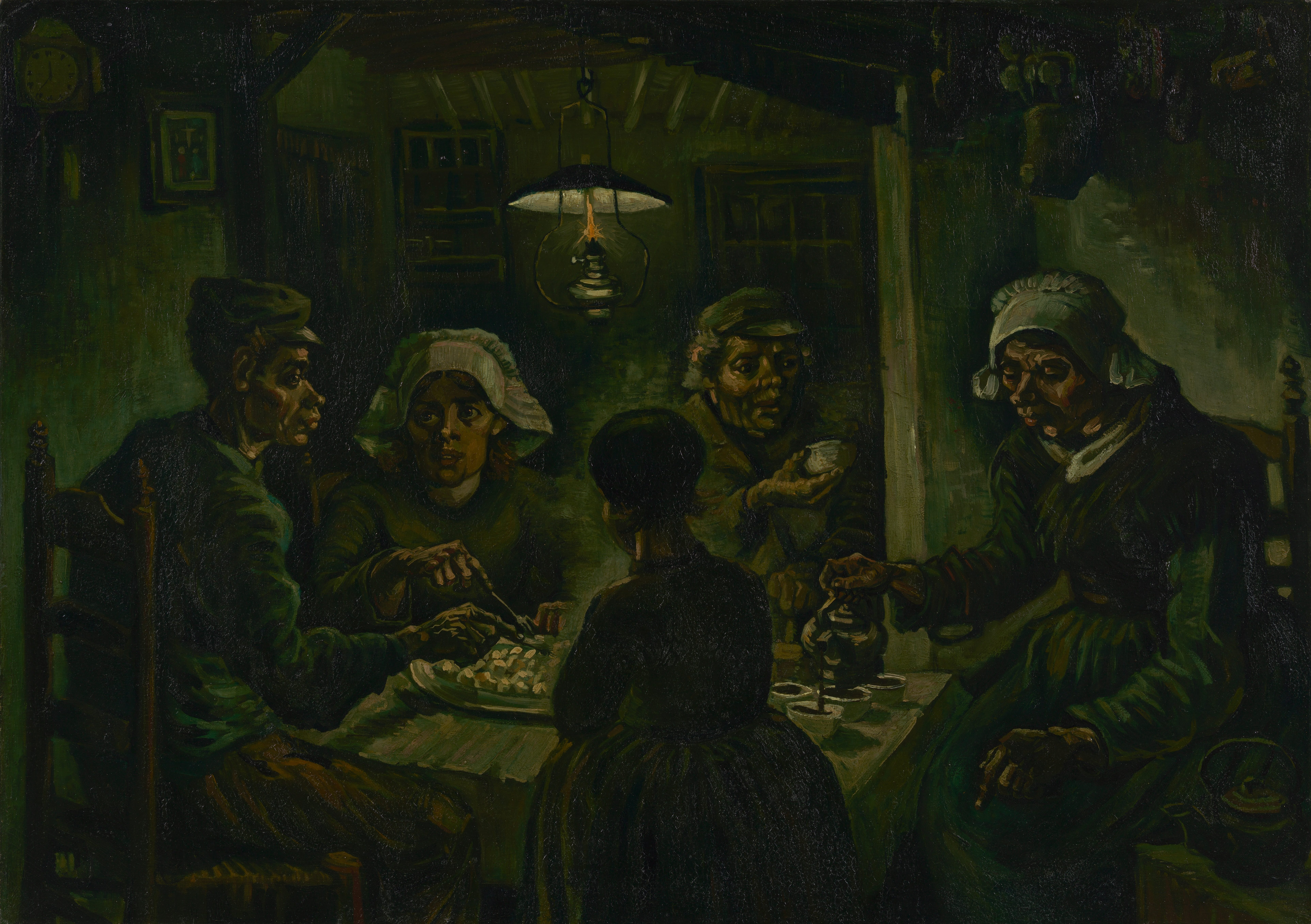
Mâncătorii de cartofi - 1885; Muzeul Van Gogh; ulei pe pânză; 82 × 114 cm
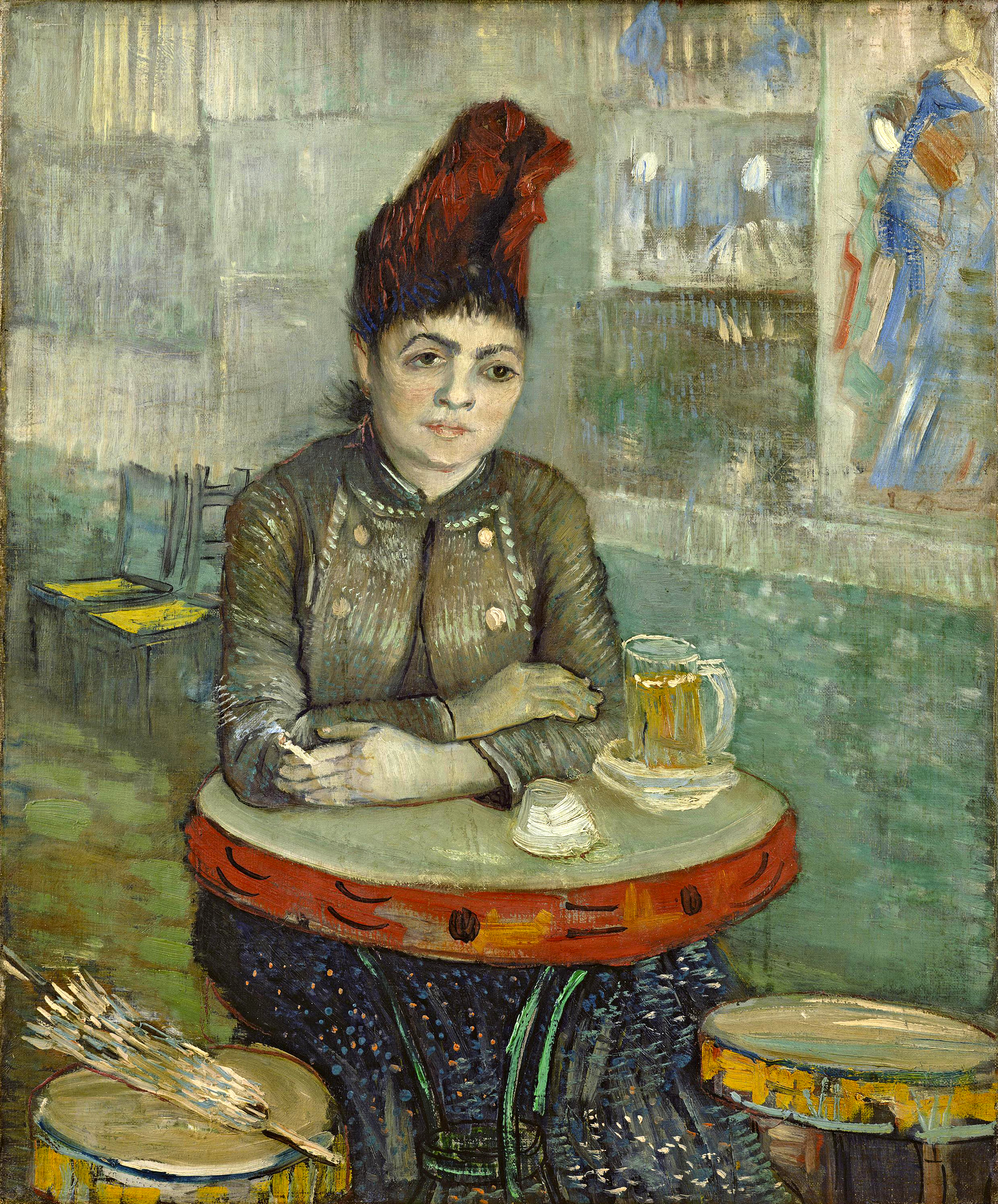
Agostina Segatori - 1887; Muzeul Van Gogh; ulei pe pânză; 55.5 × 46.5 cm
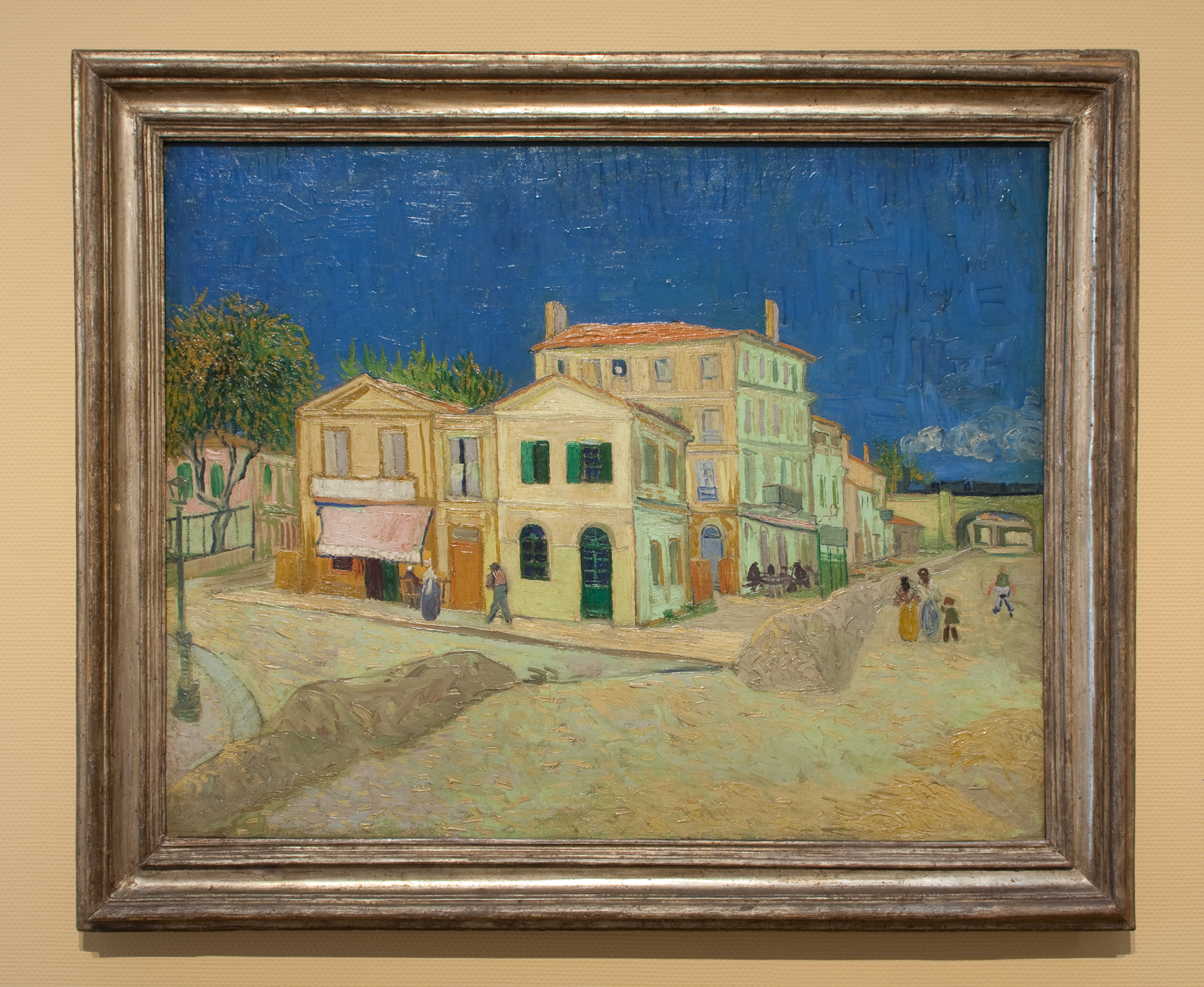
Casa galbenă - 1888; Muzeul Van Gogh; ulei pe pânză; 72 × 91.5 cm
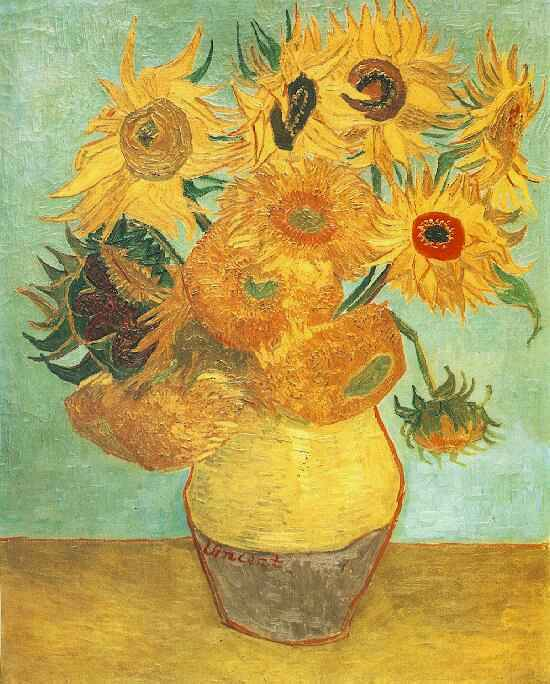
Vază cu 12 floarea-soarelui - 1889; Philadelphia Museum of Art, Philadelphia, Pennsylvania; ulei pe pânză; 92.4 × 71.1 cm
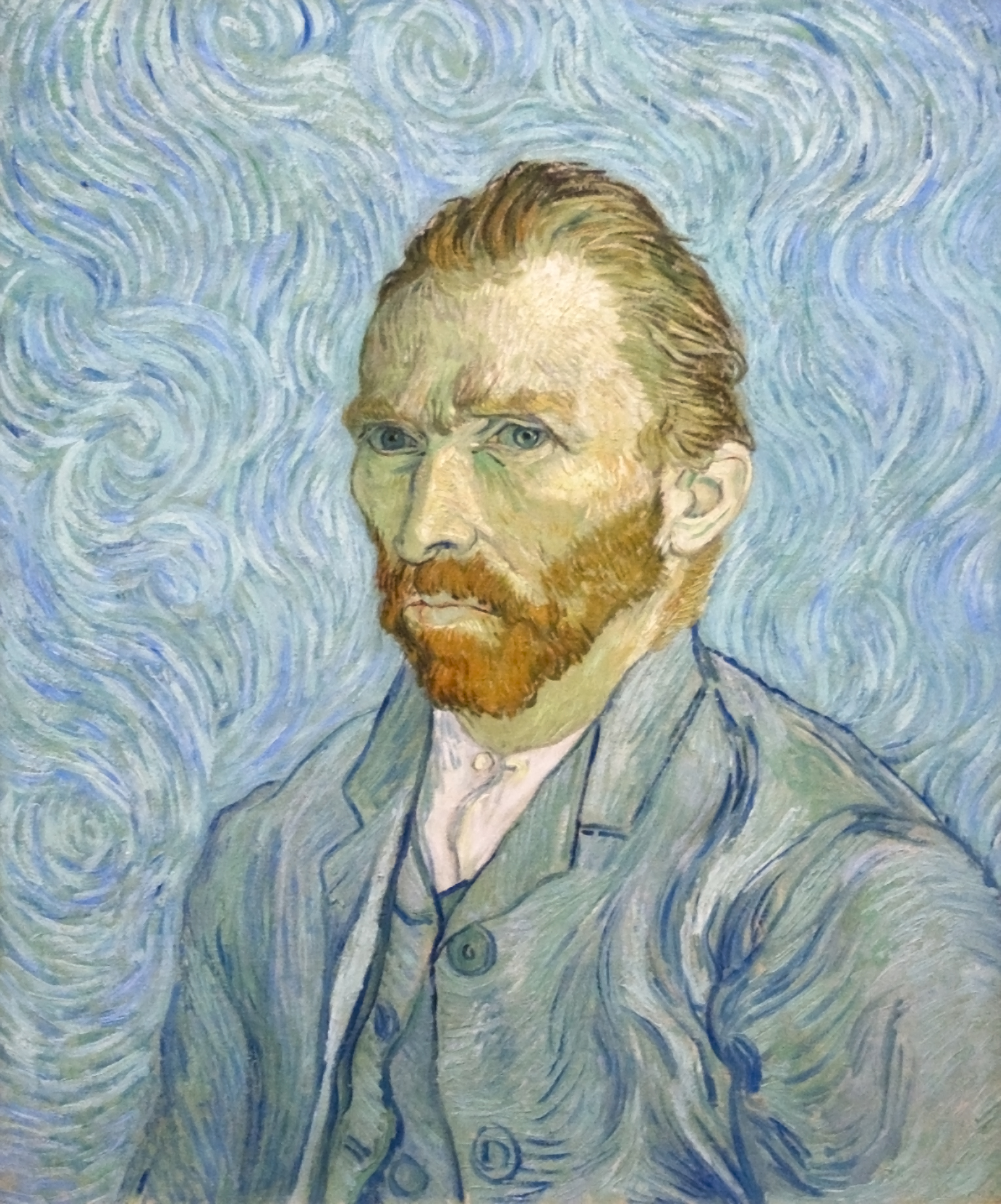
Autoportret - 1889; Muzeul Orsay, Paris; ulei pe pânză; 65 × 54 cm
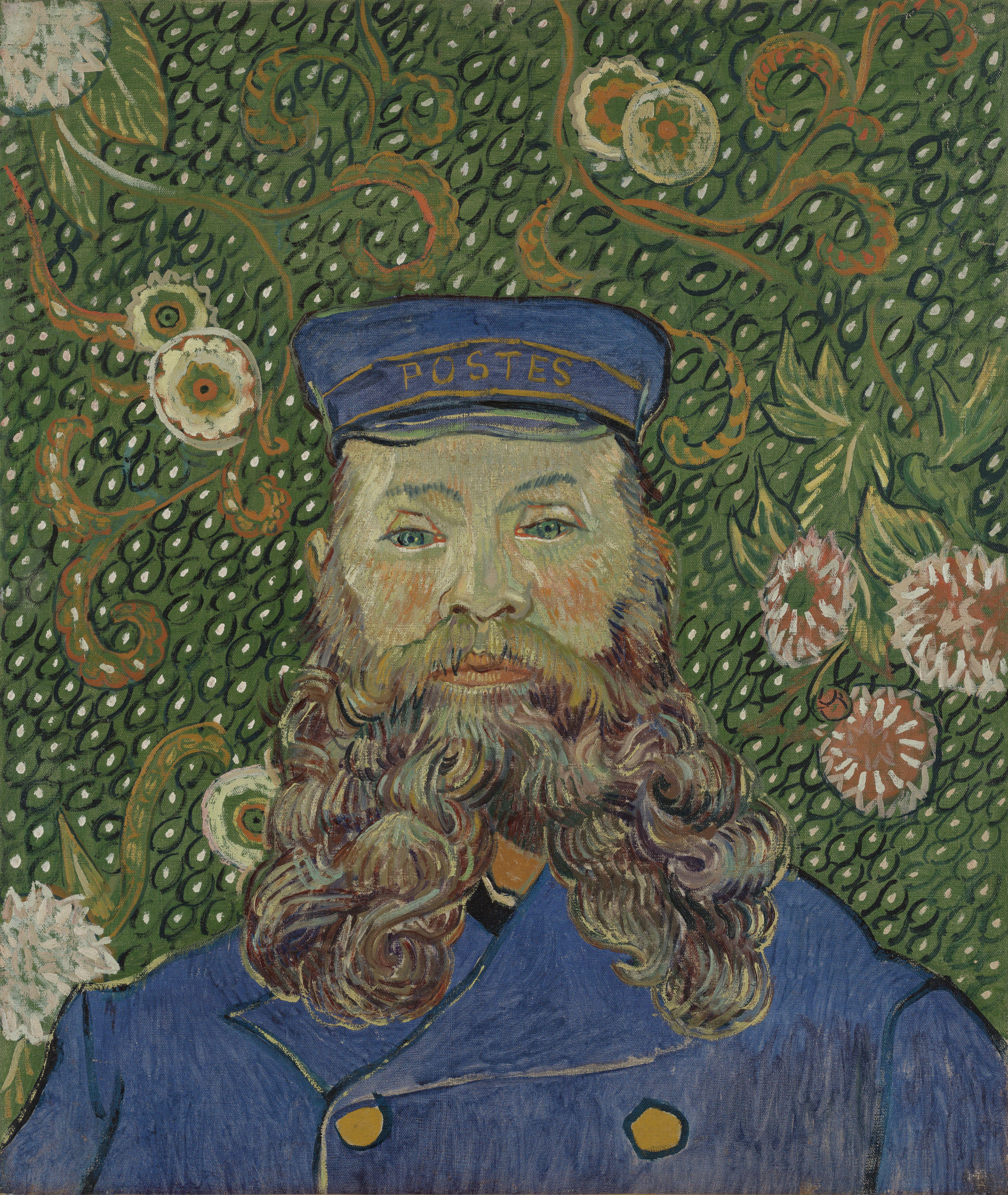
Portretul lui Joseph Roulin - 1889; MoMa, New York; ulei pe pânză; 64.4 x 55.2 cm
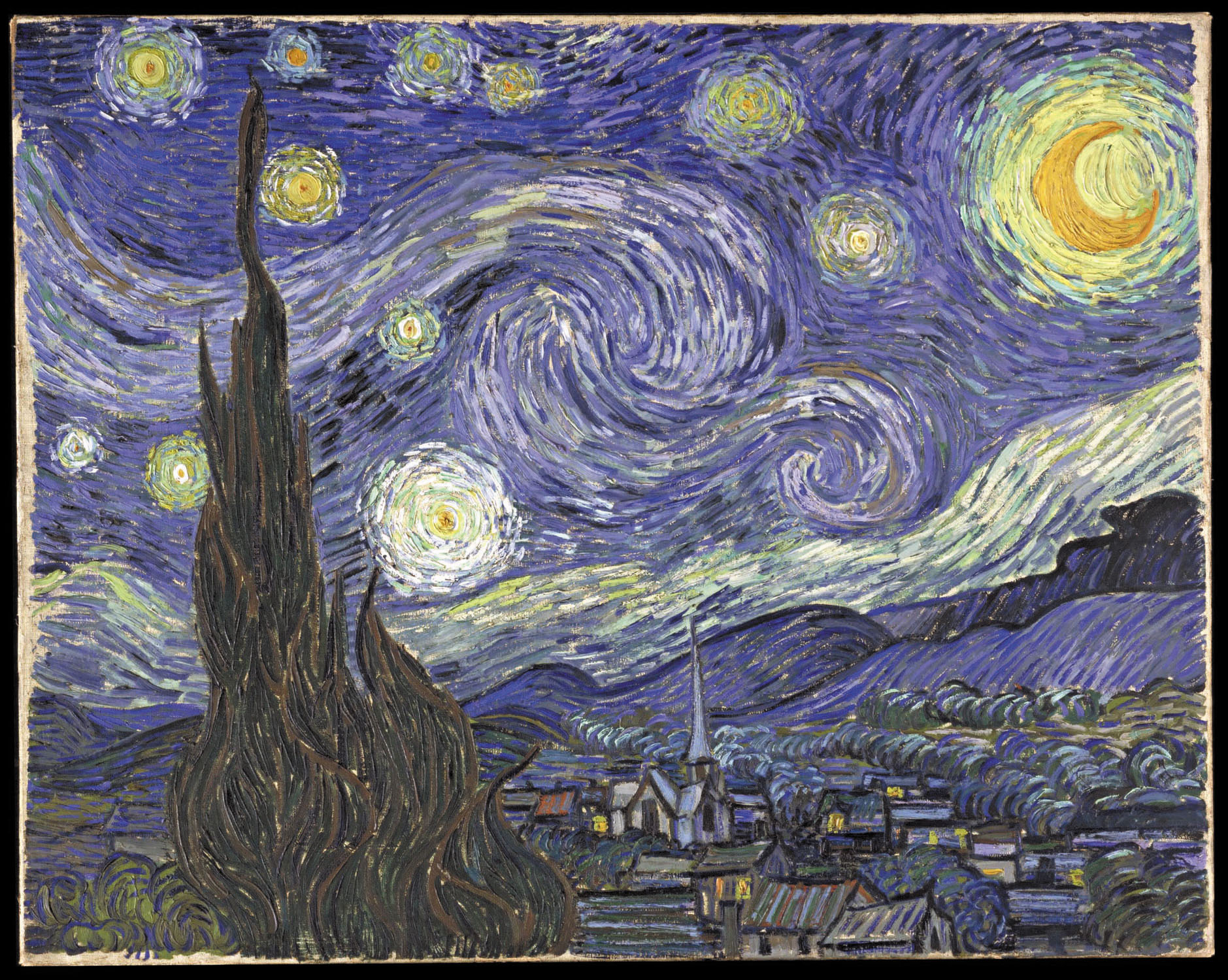
Noapte înstelată - 1889; MoMA; ulei pe pânză; 73 × 92 cm
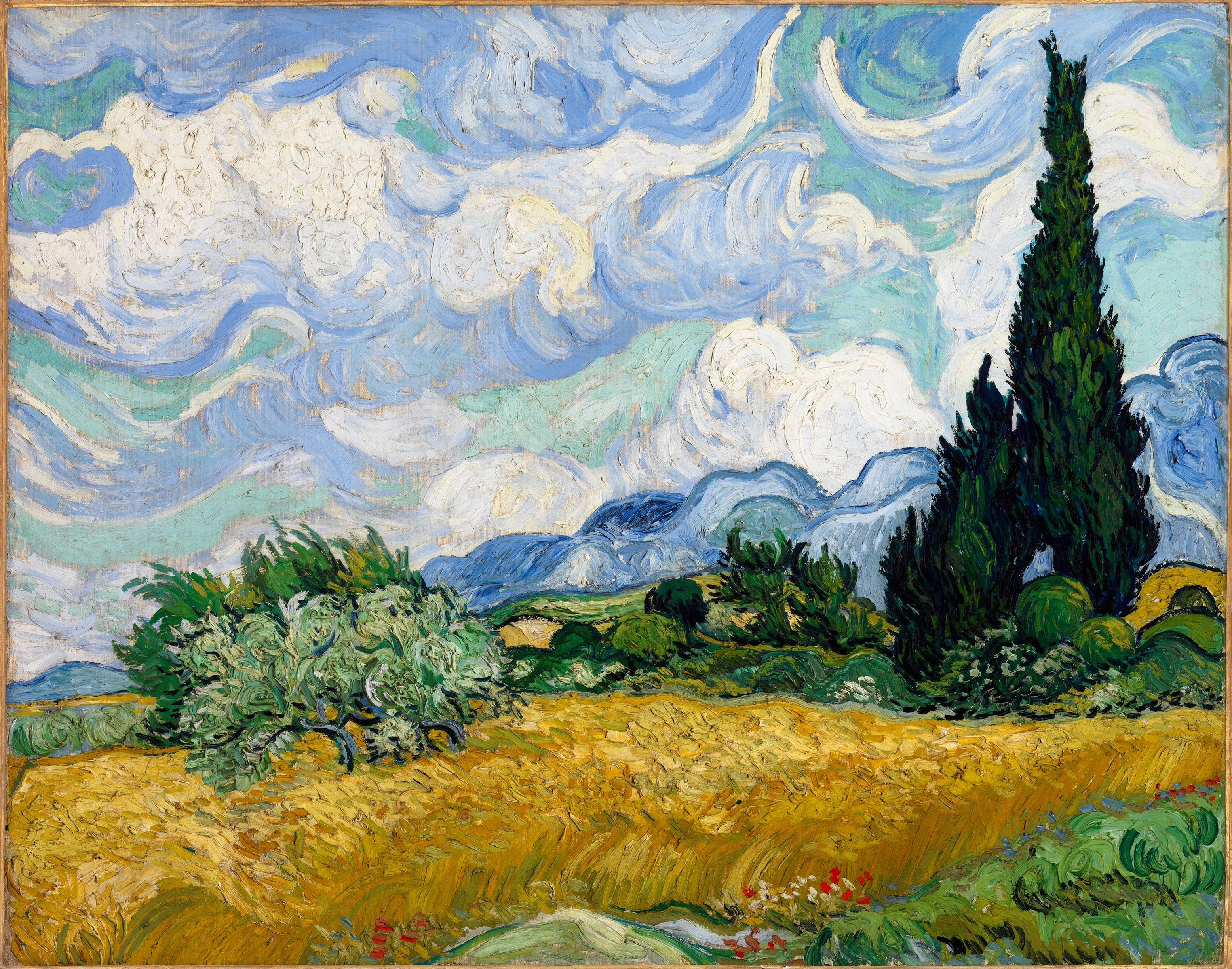
Lan de grâu cu chiparoși - 1889; Metropolitan Museum of Art, New York; ulei pe pânză; 73 × 93.4 cm
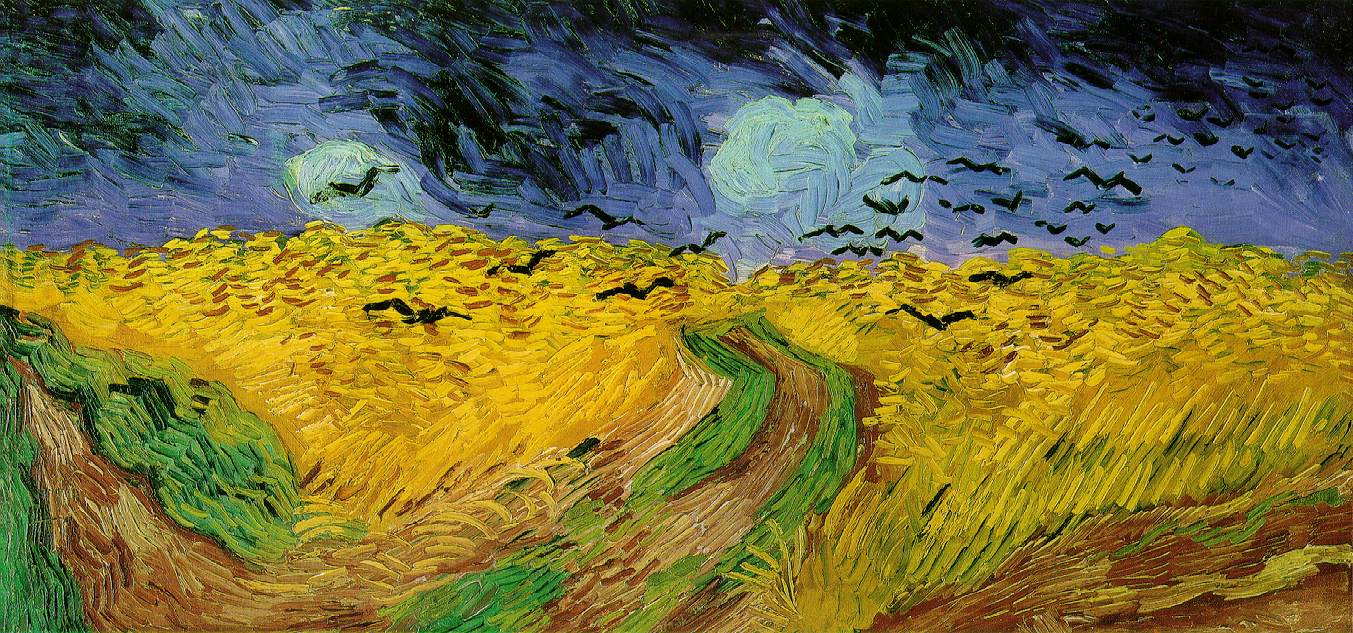
Lan de grâu cu corbi - 1890; Muzeul Van Gogh; ulei pe pânză; 50.5 × 103 cm[134] (2)

### Stil
Stilul original al lui Vincent van Gogh, care a influențat puternic dezvoltarea picturii moderne, are ca punct central atât exuberantele trăsături de penel cât și culorile, vibrante și adesea ireale, care transmit emoții și creează atmosferă. Datorită pigmenților de nouă generație din secolul 19, van Gogh a putut crea, de exemplu, nuanțele bogate de galben folosite în faimoasele tablouri Floarea Soarelui. Stilul de maturitate se caracterizează prin culori îndrăznețe și trăsături tactile de impasto. Din anul 1880, van Gogh s-a dedicat vocației de artist, manifestându-și interesul exclusiv pentru schițe și acuarelă. Aproape în cinci ani pictorul a căpătat o tehnică excelentă, originală. Apoi, a urmat cursurile de desen la Academia din Bruxelles. Criticii de artă afirmă că cea mai faimoasă lucrare a sa din perioada olandeză este Mâncătorii de cartofi (1885) și o consideră ca fiind pictura terestră și întunecată cu influențe din partea lui Jean-François Millet, apreciat datorită picturilor inspirate din viața țăranilor. După ce s-a mutat în sudul Franței, paleta sa a evoluat de la tonurile întunecate ale primilor săi ani la culori vii și saturate. Picturile compuse din pete de culori vii păreau să prindă viață pe pânză, se impregnau de un dinamism aparte, ceea ce lipsea din operele contemporanilor. Van Gogh s-a dus și mai departe. În locul copierii formelor exacte, se străduia să exprime senzații și sentimente. Albert Aurier analizează tema și maniera lui van Gogh: „Pensula lui operează cu pete enorme pe tonuri foarte pure, cu dâre curbe, rupte de tușe rectilinii... cu foarte strălucitoare construcții, îngrămădite uneori cu stângăcie, și toate acestea dau anumitor pânze aparența solidă de ziduri orbitoare de lumină clădite din cristale și soare.”
Deși se crede că van Gogh este maestrul liniilor curbe, schițele tablourilor, realizate direct pe scrisorile trimise de el, sunt compuse în întregime din linii drepte. Desenele induc în eroare și nimeni nu s-ar gândi că au fost trasate de van Gogh. Într-o scrisoare trimisă fratelui său, Theo, pe 31 iulie 1882, pictorul explica procesul din spatele unei acuarele, dublând tabloul cu o schiță realizată în cerneală și cărbune.

### Subiecte
Vincent van Gogh voia să fie un țăran-pictor, care să facă artă pentru „muncitori, țărani, pescari și prostituate“, obținând totodată subtilități artistice demne de cei mai mari maeștri. Iar triumful său cel mai mare este că a și reușit. Van Gogh n-a abordat o gamă largă de subiecte, limitându-se la autoportrete, reprezentări ale unor oameni obișnuiți într-un cadru natural, scene de interior, naturi moarte și peisaje.
La începuturile carierei sale van Gogh și-a ales modelele din rândul țăranilor pe care îi cunoștea atât de bine, redând în portrete și scene de grup trăsăturile lor aspre, dure, bine definite, obosite și adesea triste. Mai târziu însă, pe măsură ce banii erau tot mai puțini - în ciuda eforturilor lui Theo van Gogh - a renunțat la modele. A început să experimenteze, pictând din memorie și, cel mai adesea, pictând peisaje și compoziții florale, de o uluitoare intensitate cromatică.

### Mișcări artistice
- Impresionism

Reprezentanții acestui curent au fost cunoscuți, inițial, sub numele de „independenți” sau „intransigenți” - denumirea de „Impresioniști” se datorează unui accident, oarecum. Monet a adus la o expoziție un tablou intitulat Impression. Soleil Levant (ro: Impresie-Răsărit de soare). Termenul a prins și a fost adoptat drept nume al școlii. În pictură lumina devine obiectul esențial al interesului creatorilor, aceștia eliminând culorile întunecate și utilizând tonurile pure și amestecul lor, fragmentând tușa și renunțând la clarobscur și mai ales la contururile precise; astfel, culoarea devine preponderentă. Impresionismul a fost punctul de plecare pentru van Gogh. Activitatea lui a fost puternic influențată de cercul de pictori format de Édouard Manet, Auguste Renoir și Camille Pissarro: aceștia nu urmau moda picturii contemporane, nu doreau să reproducă imagini fixate în ateliere cu aer îmbâcsit. Ieșeau în aer liber și pictau peisaje adevărate. Contemporanii îi numeau ironic „impresioniști”, deoarece adesea reproduceau doar anumite impresii dintr-o imagine. „Amprenta” lui Pisarro a fost aproape decisiva în adoptarea paletei coloristice.
- Postimpresionism

Postimpresionismul reprezintă ansamblul curentelor artistice care, după sfârșitul secolului XIX, s-au separat de impresionism. Fiecare dintre pictorii acestui curent prezintă propriile subiecte unice, personale, având o formă proprie de exprimare, deși împărtășea idealurile stilistice ale celorlalți postimpresioniști. Postimpresioniștii au extins impresionismul, negându-i limitele: au continuat să utilizeze culorile vii, aplicările groase cu vopsea, tușele distinctive și subiectele vii, dar au înclinat mai mult să evidențieze formele geometrice, deformând formele pentru efecte expresive și să folosească culori artificiale sau arbitrare. Printre pictorii postimpresioniști se numără și van Gogh.
- Expresionism

Expresionismul este curentul artistic modern, apărut în Germania la începutul secolului XX, caracterizat printr-o puternică tendință de exprimare spontană a trăirilor interioare (stări de spaimă, durere, uimire, exacerbare a sentimentelor), prin tensiune extatică, punând accent pe subiectivitate, pe irațional. Expresionismul se caracterizează prin: tensiune extatică, transcedere tragică a realității, voință creatoare, năzuință spre absolut, accente halucinatorii, atitudine neconformistă și accentuat subiectivă, pierdere în haos, presentimentul unei iminente catastrofe universale și interesul pentru fenomenele originare. Vincent van Gogh este considerat precursorul noului curent, din momentul în care a optat pentru o abstractizare a temelor abordate în picturile sale. Tot el îi influențează semnificativ și pe pictorii din prima perioadă expresionistă, gruparea Die Brücke (ro: Podul).
- Fauvism

Fauvismul a fost un curent formalist în pictura franceză de la începutul secolului al XX-lea, care reprezenta lumea concretă în culori violente, folosind tonuri pure și renunțând la perspectivă. El se situează între mișcarea dada și neofauvismul. Considerat de mulți istorici ai artei un capitol aparte al postimpresionismului, fauvismul a fost unul dintre cele mai interesante și influente curente artistice europene, cu o puternică doză de originalitate și principii cromatice surprinzătoare, ce marcau o ruptură de impresionism, deschizând drumul spre noi forme artistice. Gauguin și van Gogh au fost considerați precursorii acestei noi maniere de abordare a culorii în pictură și de asemenea vor fi cei doi mari artiști ce vor influența acest curent.
- Simbolism

În artele plastice, simbolismul este un curent slab organizat care s-a dezvoltat în anii 1880-1890 și a fost strâns înrudit cu simbolismul din literatură. A apărut ca reacție atât împotriva realismului, cât și a impresionismului. El reprezintă un mod de constituire a imaginilor artistice prin atribuirea unor semnificații noi, inedite, obiectelor, fenomenelor și ființelor. Aspecte ale simbolismului apar și în operele lui Vincent van Gogh.

## Moștenire
| “ | Gloria noastră cea mai mare nu stă în faptul că nu am eșuat niciodată, ci în faptul că ne ridicăm după fiecare eșec. | ” |

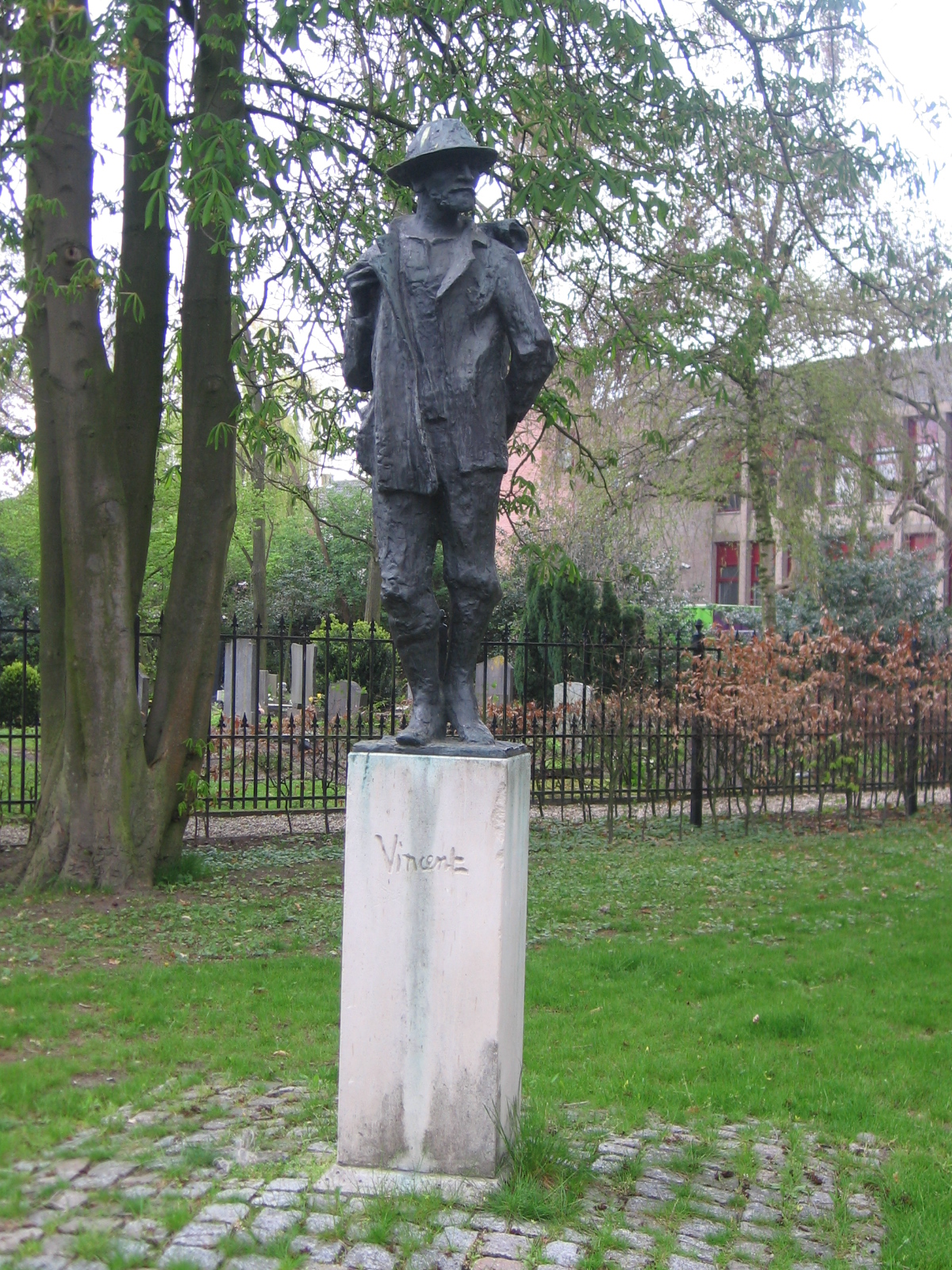
Statuie din Etten-Leur reprezentându-l pe Vincent van Gogh - realizată de Hein Vree în 1990

La moartea sa, van Gogh nu a lăsat niciun testament. Surorile sale au decis ca moștenirea să-i revină fratelui său, Theo van Gogh deoarece marele artist a fost susținut financiar de acesta. La 6 luni după moartea fratelui, Theo van Gogh a decedat. Tablourile i-au rămas soției sale Johanna Bonger. Acestea s-a mutat în Țările de Jos împreună cu fiul său, Vincent Willem. O foarte mare parte din operele care există azi au rămas în Olanda. Inginerul V. W. van Gogh, fiul lui Theo, după ce a dat cu titlu de împrumut muzeului comunal din Amsterdam (Stedelijk Museum) 240 de pânze și desene ale lui Vincent, a cedat în cele din urmă în 1962 statului olandez colecția sa cuprinzând 170 de tablouri, 400 de desene de van Gogh, precum și 150 de tablouri sau desene de impresioniști sau de post-impresioniști (care aparținuseră lui Theo), scrisori și documente. Au rămas aproape 850 de tablouri de Vincent van Gogh și cam același număr de desene. Multe opere, din toate perioadele, au dispărut din diferite motive. Deși orice apreciere în acest sens este prin forța lucrurilor ipotetică, se pare că van Gogh a pictat peste o mie de pânze.
Valoarea extraordinară a lui van Gogh a fost recunoscută pentru prima dată abia la 11 ani de la moartea artistului când la Paris, pe 17 martie 1907, a fost inaugurată o expoziție cu 71 dintre lucrările acestuia. Astăzi multe dintre operele sale, inclusiv numeroasele lui portrete, peisaje și picturi cu floarea-soarelui, se numără printre cele mai cunoscute și cele mai scumpe din lume. Fiind puțin apreciat în timpul vieții, faima sa a crescut în anii de după moarte. În toată viața, legendarul pictor nu a vândut decât o singură lucrare. În prezent, pânzele sale valorează zeci și sute de milioane de dolari. În 1987, la o casă de licitație, un tablou din seria Floarea soarelui s-a vândut cu 40 de milioane de dolari. Pe 30 martie 1987, lucrarea Irișii a fost vândută la licitație de către casa Sotheby's cu suma record de 53,9 milioane de dolari iar în mai 1990, Portretul doctorului Gachet a ajuns în fruntea topurilor vânzărilor la Christie's cu 82,5 milioane de dolari.
Lecțiile lui Vincent asupra picturii vor fi imediat cultivate de avangardiștii secolului XX. Vincent a stârnit un amplu interes printre scriitorii și cineaștii care au văzut în artistul de origine olandeză un personaj ideal pentru creațiile lor. Ca exemplu poate fi luat romanul biografic al lui Irving Stone, Bucuria vieții, care datează din 1934 și în baza căruia a fost realizat filmul omonim din 1956, de către Vincent Minnelli, cu Kirk Douglas în rolul lui van Gogh. Bucuria vieții este construit pe baza scrisorilor fraților van Gogh, la aceasta Stone adăugând părți de ficțiune și ceea ce poate acesta a crezut că s-a întâmplat în sufletul lui Vincent. A urmat apoi filmul Vise, al lui Akira Kurosawa, în 1990, o peliculă sugestivă în care „se pătrunde” într-un tablou al lui Vincent. În epoca culturii de masă a înflorit în jurul lui Vincent o adevărată afacere.